# Royaume uni des Pays-Bas
Pour les articles homonymes, voir Pays-Bas (homonymie) et Royaume-Uni (homonymie).
1815–1839
Entités précédentes :
- Premier Empire (départements réunis)
- Pays-Bas unis

Entités suivantes :
- Pays-Bas
- Belgique
- Luxembourg
- Duché de Limbourg

Le royaume uni des Pays-Bas, appelé officiellement en français royaume des Belgiques, en néerlandais Koninkrijk der Nederlanden, et en latin Regnum Belgicum, est un État créé par le congrès de Vienne de 1815 dans le but d'en faire un État tampon entre les grandes puissances européennes. Il rassemble les anciens territoires de la république des Provinces-Unies, actuels territoires du royaume des Pays-Bas, les territoires des anciens Pays-Bas du Sud et de la principauté de Liège, correspondant à l'actuel royaume de Belgique (à l'exception des cantons de l'Est et de la province de Luxembourg), ainsi que les colonies néerlandaises, dont la plus importante était les Indes orientales néerlandaises, l'actuelle Indonésie. Le grand-duché de Luxembourg, devenu membre de la Confédération germanique, vit en union personnelle avec les Pays-Bas jusqu'en 1890.

## Histoire

### Annexion française et exil de la maison d'Orange

Départements du nord de l'Empire français, 1811-1813.

L'ancienne république des Provinces-Unies, conquise par la République française en 1794-1795, devient un État satellite de la France sous le nom de République batave tandis que les Pays-Bas autrichiens, possession de la monarchie de Habsbourg, la principauté de Liège et le duché de Bouillon sont directement annexés par la France sous la forme des « départements réunis » En 1806, Napoléon Ier abolit la République batave et en fait un royaume de Hollande en attribuant la couronne à son frère Louis Bonaparte. Dès 1810, Napoléon dépossède son frère et annexe directement les anciennes Provinces-Unies, converties en départements français.

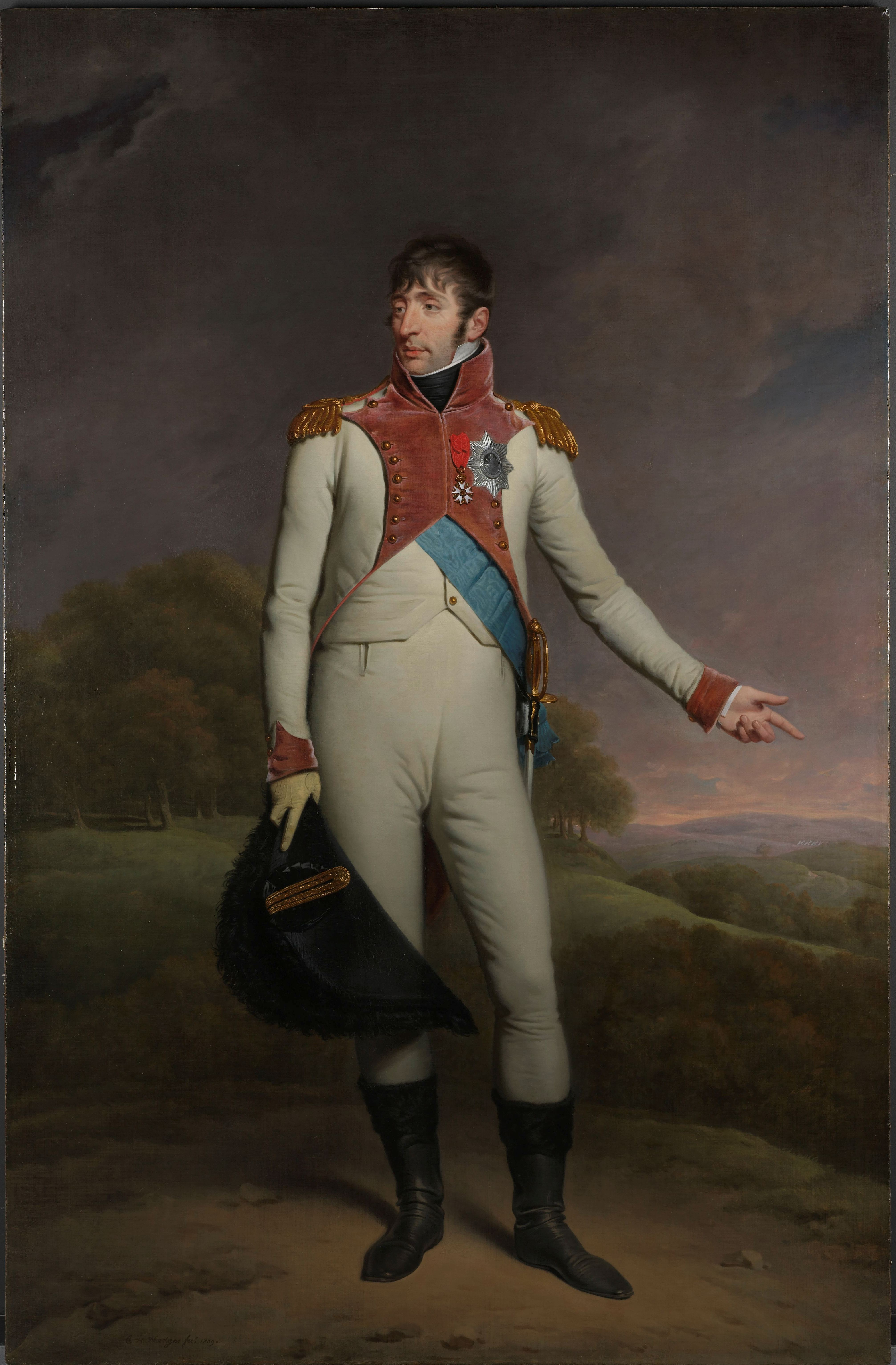
Louis Bonaparte, roi de Hollande, toile de Charles Howard Hodges, 1809.

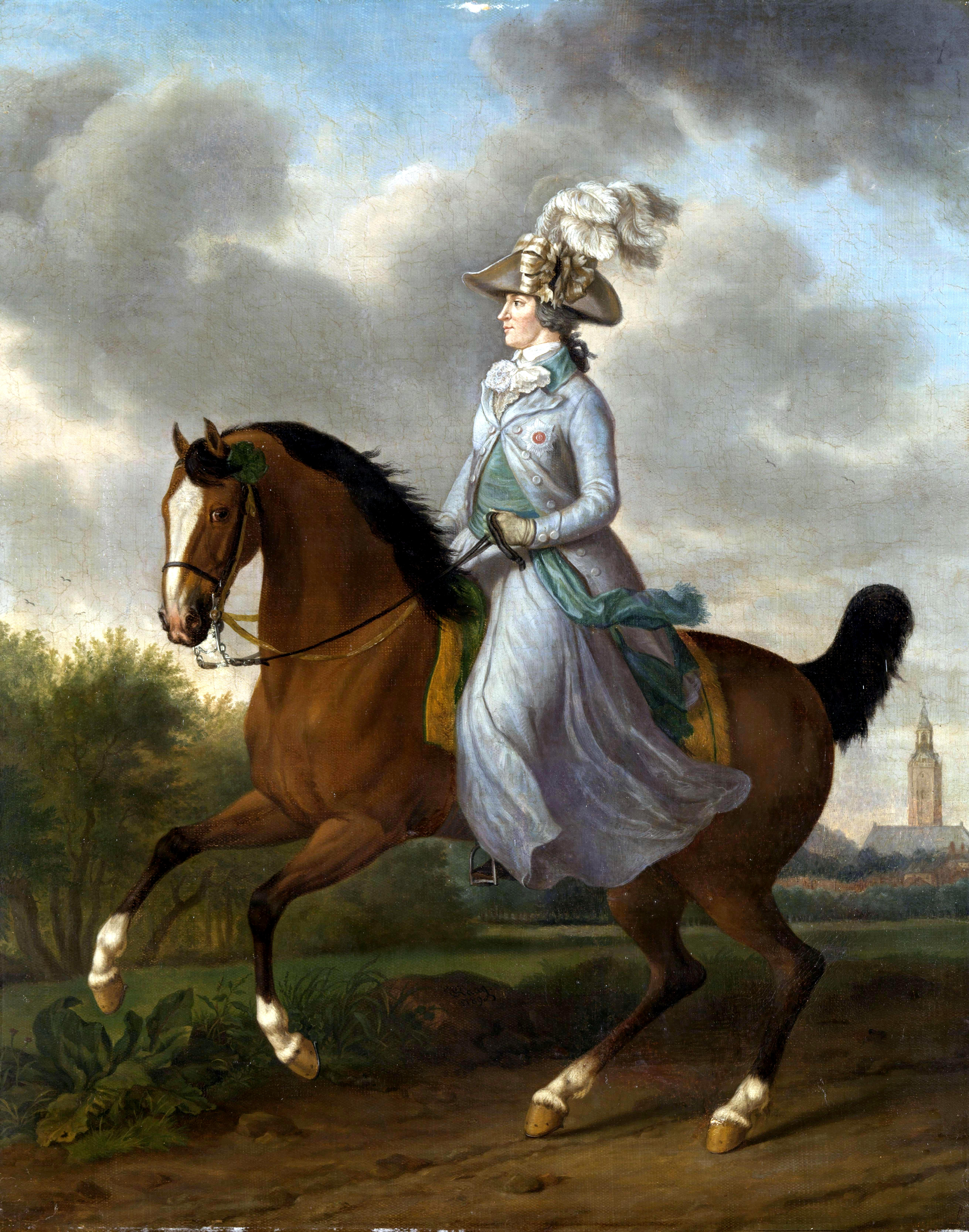
Wilhelmine de Prusse, toile de Tethart Philipp Christian Haag, 1789.

L’administration française maintient l'usage officiel de la langue néerlandaise et quelques institutions particulières, avec un gouverneur général, Anne-Charles Lebrun, duc de Plaisance, mais développe une politique de centralisation. Les Néerlandais, sans se révolter ouvertement, sont mécontents du nouveau régime qui introduit la censure et la police politique, contraires à leur tradition libérale. Le blocus continental paralyse leur commerce alors que le blocus maritime anglais entrave la pêche, dont le produit baisse de moitié entre 1809 et 1813. La fiscalité s'alourdit par les droits réunis et la taxe de 50 % sur les produits coloniaux, sucre, tabac, café. La contrebande, largement tolérée sous le règne de Louis, est réprimée tandis que l'industrie est en pleine récession, mettant beaucoup d'ouvriers au chômage. La conscription dans la Grande Armée est impopulaire, surtout après le désastre de la campagne de Russie en 1812. À partir d'avril 1813, des émeutes éclatent à Rotterdam, Leyde, La Haye, Groningue, Dordrecht et Zaandam.
Pendant ce temps, Guillaume d'Orange, héritier des stathouders de la maison d’Orange-Nassau, vit en exil au Royaume-Uni avec quelques partisans. Sa mère, Wilhelmine de Prusse, veuve du dernier stathouder Guillaume V d'Orange-Nassau, se retire auprès de son neveu le roi de Prusse Frédéric-Guillaume III.

### Sixième Coalition, soulèvement de la Hollande contre les Français et proclamation de Guillaume d'Orange

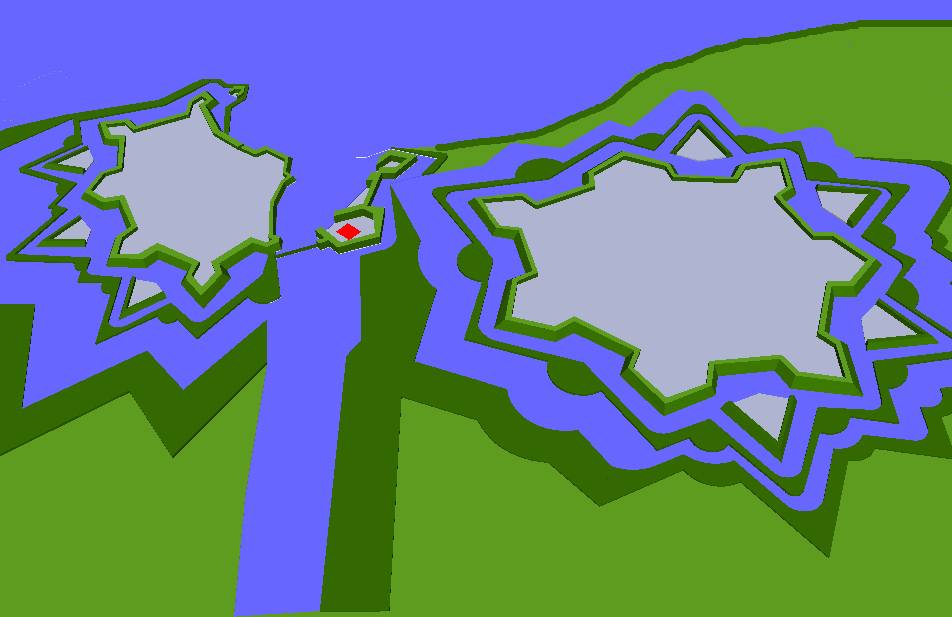
Plan de fortification de Delfzijl sous l'administration française, projet de 1811.

Après les premières défaites françaises de la campagne de Russie et de celle d'Allemagne en 1813, Wilhelmine (bien qu'âgée de 62 ans) entreprend de créer une Légion d'Orange (en néerlandais : Oranje Legioen) pour libérer la Hollande. Le 28 octobre 1813, son neveu et roi de Prusse Frédéric-Guillaume III l'autorise à ouvrir un bureau de recrutement à Berlin et entraîner ses volontaires à Schwedt-sur-Oder. Mais il ne lui fournit pas de subsides et Wilhelmine doit mettre en gage ses propriétés pour financer la légion. La reddition de la garnison française de Stettin, encerclée par les Prussiens et les Russes, le 30 novembre 1813, permet d'obtenir le ralliement du 3e bataillon du 123e  régiment de ligne, de recrutement néerlandais. La Légion d'Orange est rattachée à l'armée du Nord de la Sixième Coalition commandée par Bernadotte, ancien maréchal de Napoléon devenu régent de Suède. Les avant-gardes des cosaques arrivent bientôt à la frontière des Pays-Bas.
En novembre 1813, alors que Napoléon bat en retraite à l'issue de la campagne d'Allemagne, le général Molitor n'a que cinq mille hommes pour tenir la Hollande. Les forces de la Coalition, représentées par le corps prussien de Bülow, puis le corps russe de Wintzingerode, convergent vers les anciens Pays-Bas. Le 12 novembre, le corps de Wintzingerode entre en Frise et s'empare de Groningue. La garnison française d'Anvers doit envoyer des renforts à Berg-op-Zoom, Flessingue, Hellevoetsluis et Walcheren pour empêcher le soulèvement des habitants et garder la maîtrise des embouchures de la Meuse et du Rhin. Encouragés par l'avance des coalisés, les Hollandais commencent à se soulever contre l'administration française et à brûler les bureaux de douane : le 14 novembre, le gouverneur Lebrun et les préfets français doivent s'enfuir de La Haye et d'Amsterdam.

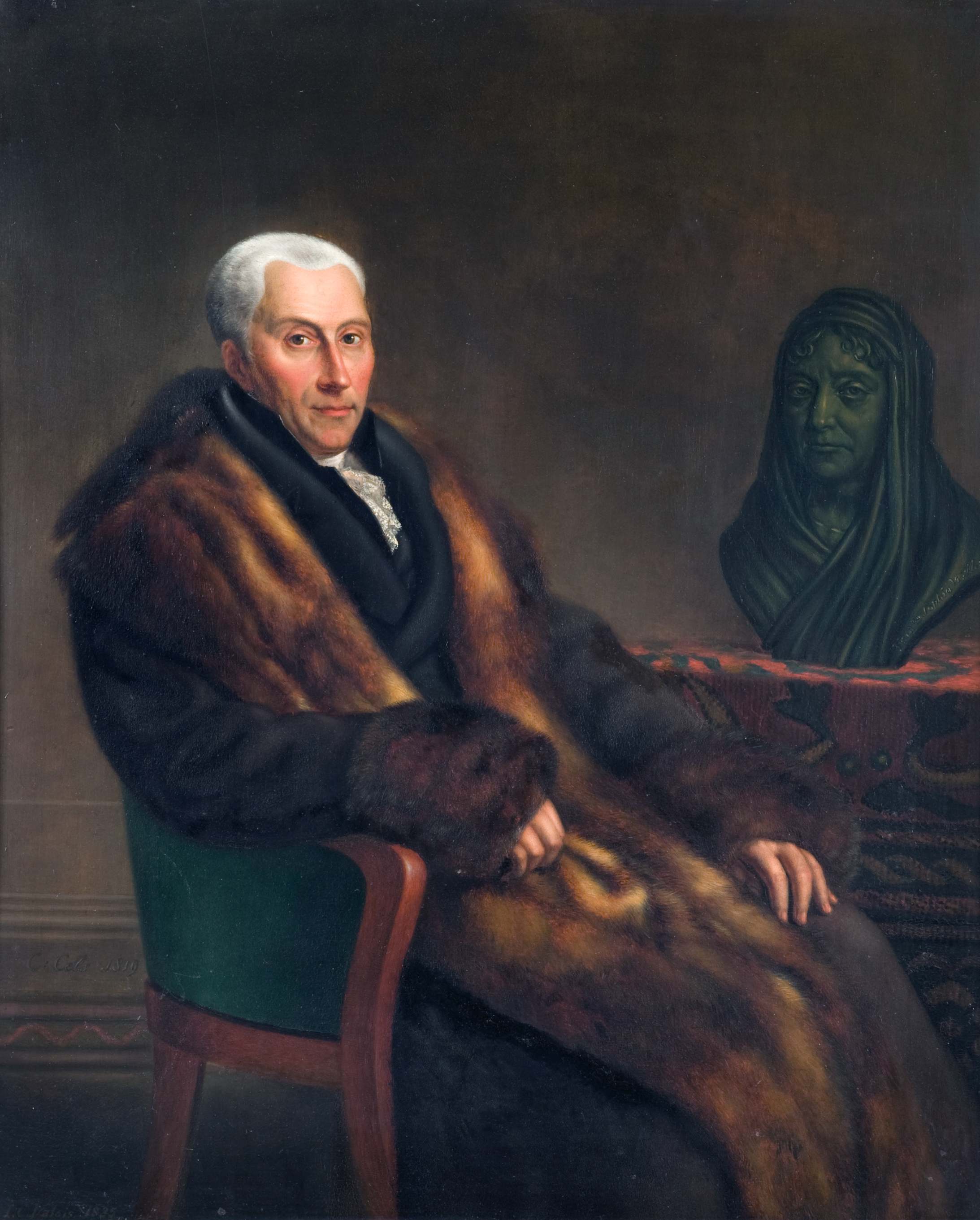
Gijsbert Karel van Hogendorp, toile de Cornelis Cels et Jean François Valois, 1819.

Les notables d'Amsterdam et de La Haye, craignant le désordre et l'agitation populaire, cherchent à combler le vide politique en envoyant un appel à Guillaume d'Orange. Un gouvernement provisoire dirigé par Gijsbert Karel van Hogendorp et Frans Adam van der Duyn van Maasdam (en) se constitue à La Haye. Le 20 novembre, Guillaume d'Orange débarque à Schéveningue où il lance une proclamation, se donnant le seul titre de « Guillaume, par la grâce de Dieu, prince d'Orange-Nassau », où il annonce qu'il vient pour restaurer l'indépendance de son peuple avec l'aide du Royaume-Uni et de la Russie. Le même jour, un corps de 2 400 soldats russes entre à Amsterdam où les notables proclament Guillaume « prince souverain des Pays-Bas » et promettent une Constitution. Le ralliement du général Herman Willem Daendels, le plus haut gradé néerlandais de l'armée napoléonienne, capturé par les Russes à l'issue du siège de Modlin, vient renforcer sa position auprès de l'armée tandis que l'amiral Charles Henri Ver-Huell, avec la flotte du Texel, reste fidèle à la France.
À la fin de l'automne 1813, les Français ne tiennent plus que quelques places au nord de la Meuse : Le Helder, Naarden, Gorinchem, Bois-le-Duc, Berg-op-Zoom. Ils sont encerclés au siège de Delfzijl et à celui de Gorinchem par les troupes coalisées et les partisans du prince d'Orange.
Le 6 décembre, Guillaume dissout le gouvernement provisoire et prend directement en main la conduite de l'État. Il forme un conseil de quatorze membres, représentant les anciennes Provinces-Unies, pour rédiger une Constitution : elle est promulguée le 29 mars 1814. Elle garantit les droits individuels, la liberté religieuse et le droit de propriété. La masse du peuple et l'armée néerlandaise en cours de formation sont favorables à Guillaume et les courants républicains ont peu de poids.

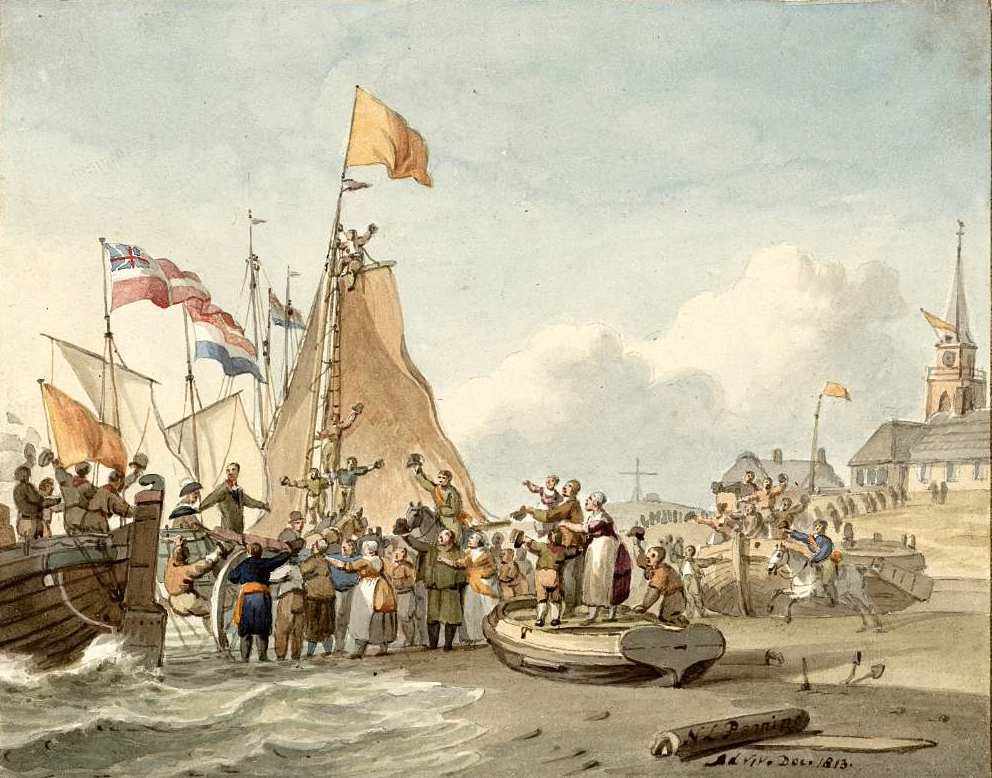
Guillaume d'Orange débarquant à Schéveningue en 1813, dessin de Nicolaas Lodewijk Penning (1764-1818).

Au 9 janvier 1814, l'armée de la principauté souveraine des Pays-Bas unis comprend 30 000 hommes de troupes de campagne plus 23 000 hommes de milice. L'armée de campagne comprend :
- 6 bataillons de chasseurs à pied ;
- 14 bataillons d'infanterie de ligne ;
- 9 bataillons étrangers, principalement des Suisses et des Nassauviens ;
- 4 régiments de cavalerie dont :
  - 2 régiments de carabiniers à cheval,
  - 1 régiment de dragons,
  - 1 régiment de hussards ;
- 4 bataillons d'artillerie à pied ;
- 1 corps d'artillerie à cheval ;
- 1 bataillon de génie, sapeurs et mineurs ;
- 1 bataillon du train ;
- 1 bataillon de garnison pour les colonies[15].

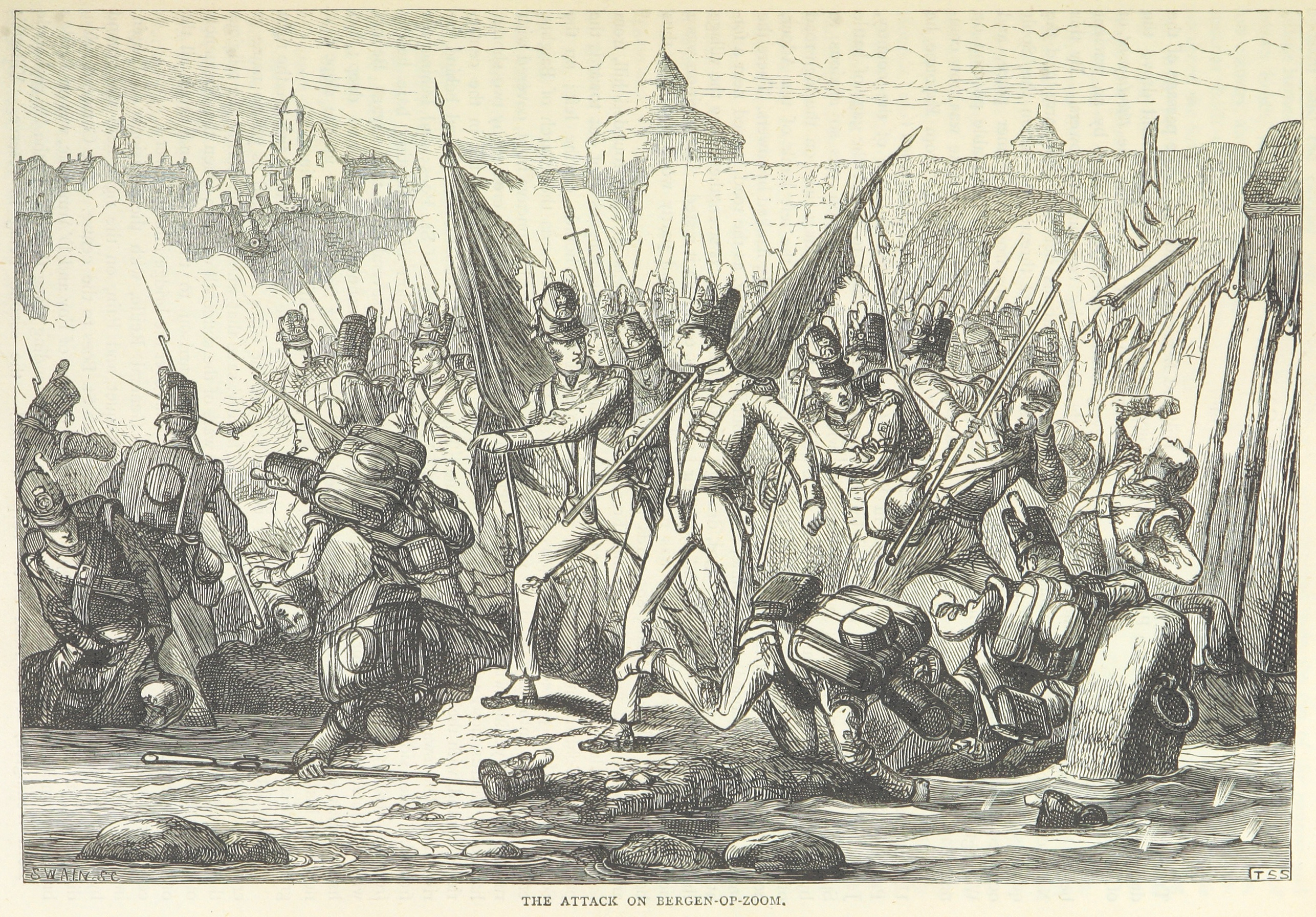
Échec de l'attaque britannique à Berg-op-Zoom en mars 1814, gravure britannique, 1873.

Au printemps 1814, la plus grande partie des anciens Pays-Bas est tenue par l'armée du Nord de la Coalition. La petite armée du prince d'Orange joue un rôle réduit dans les opérations contre le corps français du général Maison dans l'Ouest de la Belgique. En mars 1814, l'attaque de Berg-op-Zoom par les Britanniques est repoussée par les Français malgré le soutien d'une partie de la population aux Britanniques. L'abdication de Napoléon, le 6 avril 1814, entraîne la reddition d'Anvers, Ostende et d'autres places encore tenues par les Français.
Le régime français, malgré son impopularité croissante et son échec final, a permis un certain nombre de progrès qui marqueront les histoires néerlandaise et belge : centralisation et uniformisation de l'administration, fin de l'hégémonie politique et économique des riches marchands de Hollande, abolition des droits seigneuriaux dans les provinces de l'Est, instauration du Code civil français en 1810. Cet héritage sera conservé par le royaume des Pays-Bas après la chute de l'Empire.

### L'avenir incertain des Pays-Bas méridionaux

Administration militaire des Pays-Bas de janvier à août 1814 : principauté des Pays-Bas (maison d'Orange), gouvernement de Belgique, gouvernement du Rhin inférieur, gouvernement du Rhin moyen.

Les Pays-Bas méridionaux, politiquement séparés de ceux du Nord depuis la création des Provinces-Unies après la guerre de Quatre-Vingts Ans au XVIe siècle, avaient été annexés par la République française en 1794. Le 9 novembre 1813, par les propositions de Francfort, les alliés avaient offert de les laisser à la France en la ramenant dans ses « frontières naturelles ». Cependant, l'évolution de la situation diplomatique et militaire au détriment de la France les amène à abandonner cette offre lors du congrès de Châtillon (février-mars 1814).
Par la convention de Bâle du 12 janvier 1814, les alliés conviennent de partager les territoires conquis au sud du Rhin en trois zones d'occupation : gouvernement du Rhin inférieur (Aix-la-Chapelle), comprenant les départements de la Roer, de la Meuse-Inférieure et de l'Ourthe ; gouvernement du Rhin moyen (Trèves) comprenant l'ancien département des Forêts ; gouvernement général de Belgique (Bruxelles), comprenant les restes du pays. En août 1814, les provinces sont réorganisées en deux zones : le gouvernement du Rhin inférieur, occupé par la Prusse et comprenant toutes les régions à l'est de la Meuse ; le gouvernement de Belgique, occupé par l'Autriche.

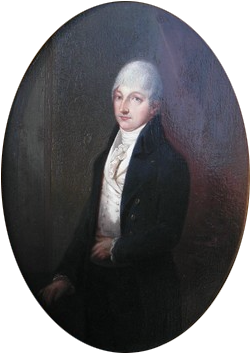
Frédéric Auguste Alexandre de Beaufort-Spontin, peinture de la fin du XVIIIe s.

Le corps russe de Ferdinand von Wintzingerode occupe Bruxelles le 1er février 1814. Un gouvernement provisoire de Belgique est mis en place le 11 février avec le duc Frédéric-Auguste de Beaufort-Spontin comme gouverneur général. Lors de l'occupation alliée de Bruxelles, des manifestants crient « vive Orange » et le prince Frédéric d'Orange-Nassau, fils de Guillaume, est acclamé lors de son passage à l'opéra de Bruxelles ; de nombreux journaux et brochures paraissent pour vanter les avantages d'une union avec la Hollande. En fait, à part quelques industriels tentés par les débouchés maritimes et coloniaux, très peu de Belges sont favorables à une telle union.
Tant les Autrichiens que les Prussiens et les partisans de Guillaume d'Orange s'efforcent de recruter des troupes dans les Pays-Bas méridionaux. La plus importante est la Légion belge, créée par les Autrichiens le 4 mars 1814 : elle comprend 4 régiments d'infanterie (3 500 hommes au total), un (puis deux) régiments de cavalerie  et un corps d'artillerie. La plupart des commandants sont choisis pour leur appartenance aux grandes familles de la noblesse plutôt que pour leur compétence militaire, à la notable exception de Jacques Van der Smissen, vétéran de la campagne de Russie et principal organisateur. La Légion belge est intégrée par la suite à l'armée des Pays-Bas et ses unités combattent à la bataille de Waterloo.

### Volonté d'un état-tampon

Carte de l'Europe à l'issue du congrès de Vienne de 1815.

L'idée d'une union stratégique belgo-hollandaise, assez puissante pour faire barrage aux ambitions françaises, était depuis longtemps évoquée dans les coulisses de la diplomatie européenne. Par le traité de Saint-Pétersbourg de 1798, Britanniques et Russes prévoyaient une opération commune en Hollande pour en chasser les Français et comptaient sur les partisans de Guillaume d'Orange pour provoquer des soulèvements en leur faveur. L'idée est relancée en 1803 pendant les négociations entre le Royaume-Uni et la Prusse, puis en 1805 par le traité anglo-russe qui crée la Troisième Coalition en laissant espérer à Guillaume d'Orange la couronne de Hollande avec un « arrondissement convenable » de son territoire. Tout au long des campagnes de la Sixième Coalition, plusieurs plans de partage sont envisagés au bénéfice de la Hollande ou de la Prusse, celle-ci réclamant une extension en Rhénanie et jusqu'au Luxembourg.
Beaufort-Spontin et d'autres nobles belges auraient souhaité ramener leur pays sous la couronne de la monarchie de Habsbourg, de confession catholique, plutôt que sous une maison protestante mais le chancelier autrichien Metternich, qui a vécu dans les Pays-Bas autrichiens dans les années qui précèdent la révolution brabançonne, les considère comme une entité instable, incapable d'unité, « habitée par deux races d'origine différente et qui, dans tous les temps, se sont voué une haine active », sans frontière naturelle défendable et menacée d'asphyxie économique par l'insuffisance de sa façade maritime : l'union de la Belgique avec la Hollande lui apparaît comme la « seule existence qui soit rationnelle pour la première de ces contrées ».
Pendant la campagne de 1813-1814, les Belges se dérobent à la conscription française : à peine un tiers des appelés se présentent au printemps 1813 et la levée de 300 000 hommes ordonnée par le Sénat français en novembre 1813 n'a même pas un début d'application dans les départements belges. Pour autant, les Belges n'apportent pas ou peu de soutien actif à la Coalition et la proclamation lancée le 7 février 1814 par le duc de Saxe-Weimar, appelant les Belges à combattre pour leur indépendance, n'a guère d'écho. Le ministre hollandais van Hogendorp, en janvier 1814, écrit :

« Si les Belges avaient eu assez d'énergie pour chasser seuls les Français, ils auraient eu droit de disposer d'eux-mêmes. Mais ils disent de tous côtés qu'ils veulent voir les troupes alliées, c'est-à-dire qu'ils veulent être conquis. »

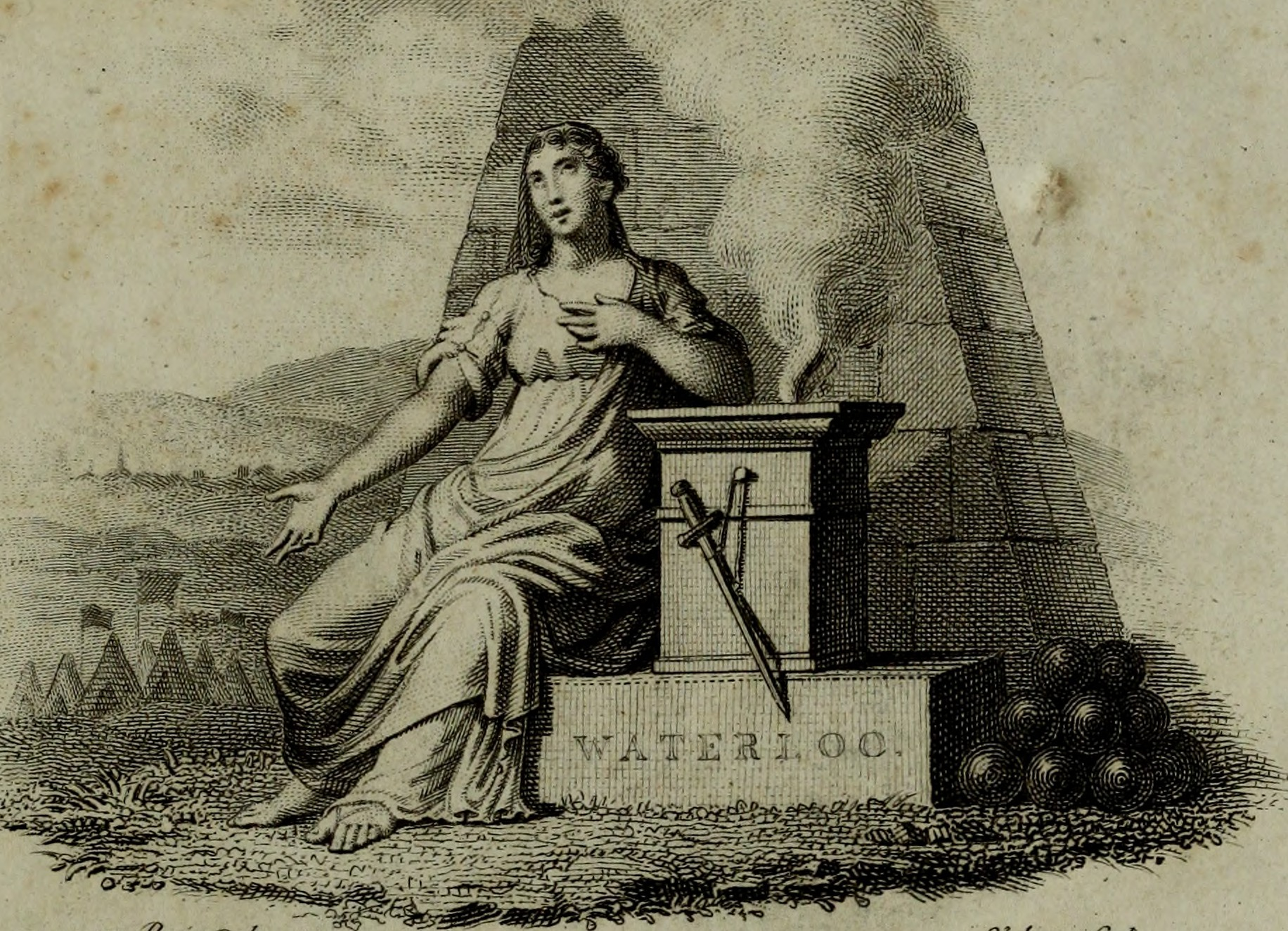
Projet de monument célébrant la victoire de Waterloo sur « l'ennemi commun de l'Europe » et l'unification des Pays-Bas sous la couronne de, 1816.

Guillaume d'Orange, lui, a une image très favorable aux yeux des puissances. Outre sa proche parenté avec le roi de Prusse, les Britanniques espèrent le marier à la princesse Charlotte, princesse de Galles et héritière potentielle du trône ; il finira par épouser en 1816 la grande-duchesse Anna Pavlovna, sœur du tsar Alexandre. Sa participation active à la campagne de la Septième Coalition achève de lui gagner la sympathie des monarchies européennes.
La création par le congrès de Vienne du royaume des Pays-Bas regroupe à peu près les anciennes Dix-Sept Provinces de Charles Quint telles qu'elles avaient existé avant le soulèvement des Pays-Bas sous Philippe II d'Espagne. Guillaume renonce à ses droits héréditaires sur la principauté d'Orange-Nassau qui avait été annexée en 1806 au royaume de Westphalie de Jérôme Bonaparte et dont le territoire est partagé entre la Prusse et le duché de Nassau. L'ancien duché de Luxembourg, correspondant au département des Forêts sous la domination française, est érigé en principauté de la Confédération germanique en union personnelle avec les Pays-Bas sur la personne de Guillaume Ier qui y appliquera la loi fondamentale du royaume des Pays-Bas.

### Création du royaume

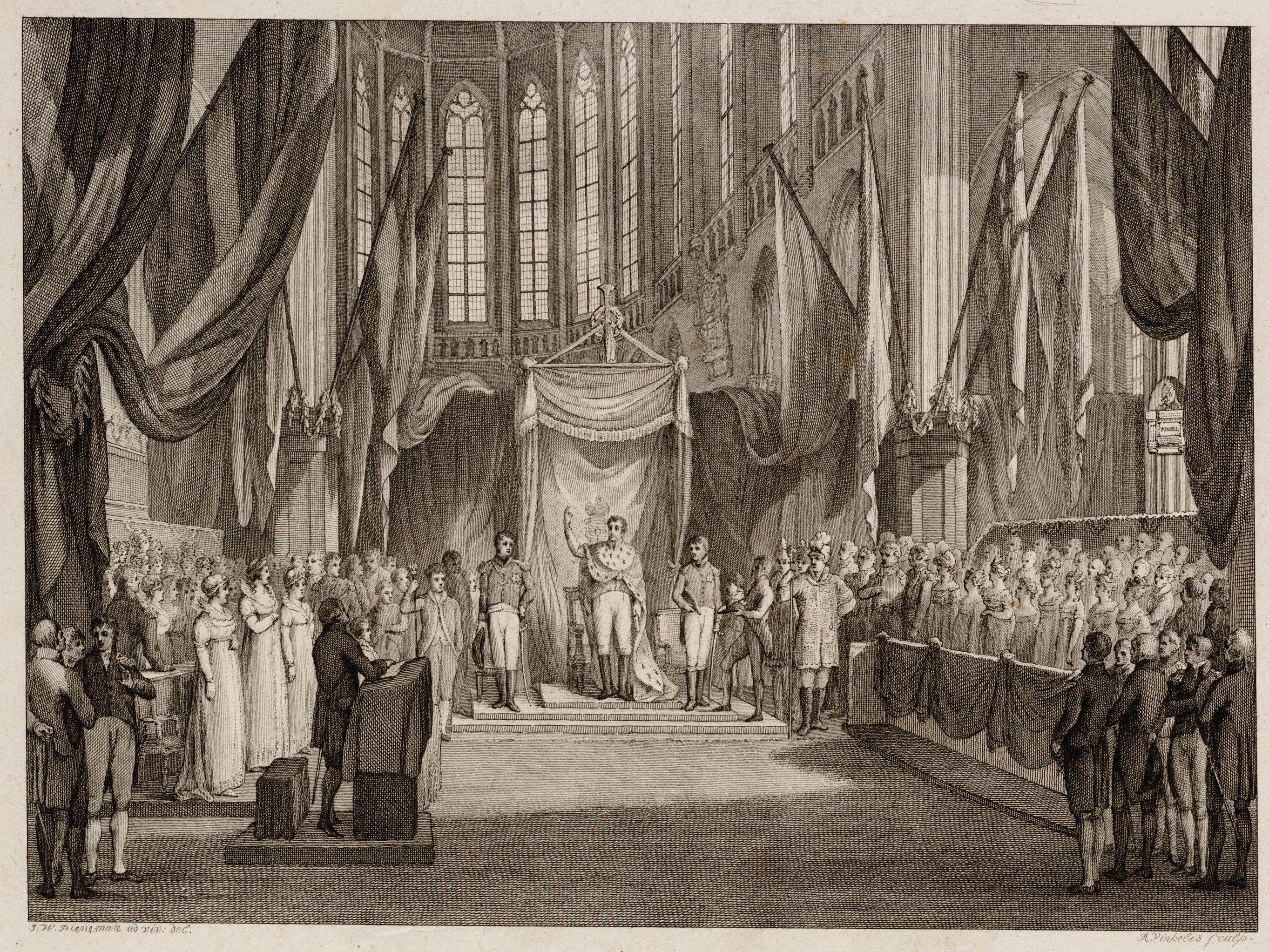
Intronisation de Guillaume Ier comme roi des Pays-Bas le 30 mars 1814, gravure de R. Vinkeles, v. 1815.

L'article 5 du traité de Paris, signé le 30 mai 1814, garantit la liberté de navigation sur le Rhin ; une clause secrète étend cette liberté à l'Escaut. L'article 6 spécifie que « la Hollande, placée sous la souveraineté de la maison d'Orange, recevra un accroissement de territoire ». Une clause secrète précise que, pour assurer au nouveau royaume une puissance et une sécurité suffisantes, « les pays compris entre la mer, les frontières de la France, telles qu'elles se trouvent réglées par le présent traité, et la Meuse seront réunis à perpétuité à la Hollande ».
Le royaume est créé par la proclamation du 15 mars 1815, par laquelle le prince souverain des Pays-Bas unis, Guillaume-Frédéric d'Orange-Nassau, déclare « que tous les pays y appartenant forment, dès à présent, le royaume des Pays-Bas, pour être ainsi possédés par nous et nos légitimes successeurs d'après le droit de primogéniture » et prendre « pour nous-même et pour les princes qui monteront après nous sur ce trône, la dignité royale et le titre de roi, et ajouter à ce dernier celui de duc de Luxembourg, à cause des relations particulières que cette province est destinée à avoir avec l'Allemagne ».

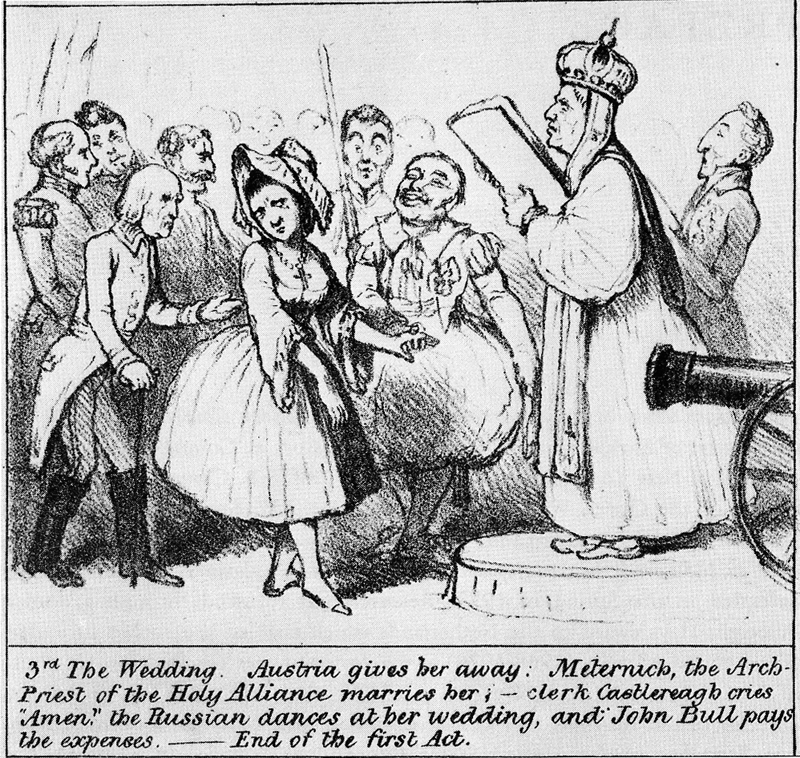
Le mariage de la Belgique et des Pays-Bas du Nord par les souverains du congrès de Vienne : « Troisièmement le mariage. L'Autriche la conduit à l'autel ; Metternich, l'archiprêtre de la Sainte-Alliance la marie ; le sacristain Castlereagh crie « amen » ; le Russe danse à son mariage et John Bull paie les frais. – Fin de l'acte premier ». Caricature britannique de Robert Seymour, 1832.

Le 18 juillet 1815, Guillaume rend publiques les clauses secrètes du traité de Londres du 20 juin 1814 rattachant la Belgique à son royaume. Il annonce en même temps la convocation d'une assemblée de notables destinée à confirmer la Loi fondamentale qu'il leur soumet. Cette loi instaure l'union complète et définitive des Pays-Bas méridionaux à ceux du Nord, sous la constitution du Nord qui « sera modifiée d'un commun accord d'après les nouvelles circonstances », avec fiscalité et dette publique communes, admissibilité à tous les emplois publics, liberté de commerce et d'établissement pour tous les sujets dans les provinces européennes comme dans les colonies ; les États généraux se tiendront alternativement dans une ville du Nord et une du Sud. L'article 2, cependant, va rapidement poser problème. Aux termes de cet article : « Il ne sera rien modifié aux articles de cette constitution qui assurent à tous les cultes une protection et une faveur égales, et garantissent l'admission de tous les citoyens, quelle que soit leur croyance, aux emplois et offices publics », formulation d'ailleurs discutable car la constitution hollandaise maintenait certaines restrictions envers les dissidents religieux.

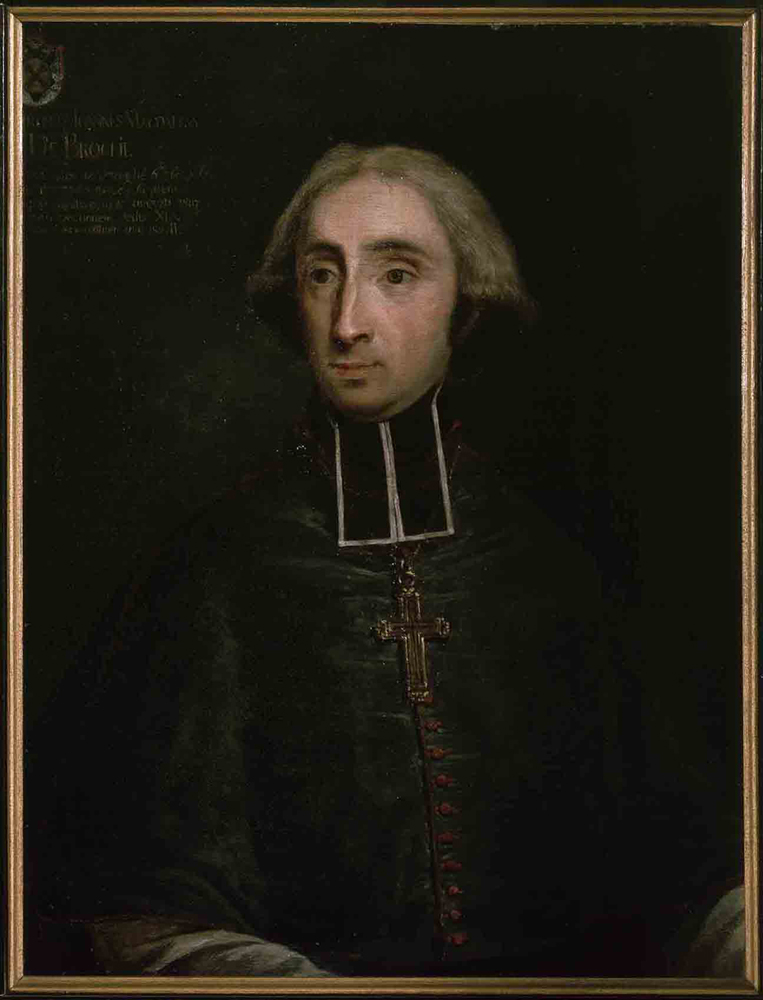
Maurice de Broglie, évêque de Gand, peinture de la cathédrale Saint-Bavon.

Cette disposition suscite immédiatement une fronde du clergé catholique animée par Maurice de Broglie, émigré français devenu évêque de Gand. Dès octobre 1814, celui-ci adresse un mémoire au congrès de Vienne pour réclamer le rétablissement de tous les droits et privilèges dont jouissait le clergé catholique avant la conquête française et, dans les mois suivants, les évêques multiplient les lettres pastorales pour s'opposer au projet de loi fondamentale. Le 28 juillet, dans une lettre au roi, ils s'indignent de ne pas avoir été associés à la rédaction de la loi fondamentale et s'opposent par avance à toute nomination d'administrateurs protestants dans leurs provinces car « malgré tous nos efforts pour conserver la paix et l'union, la paix publique pourrait en être troublée ». Le 2 août, ils interdisent expressément aux notables élus dans leurs provinces de voter pour la constitution.

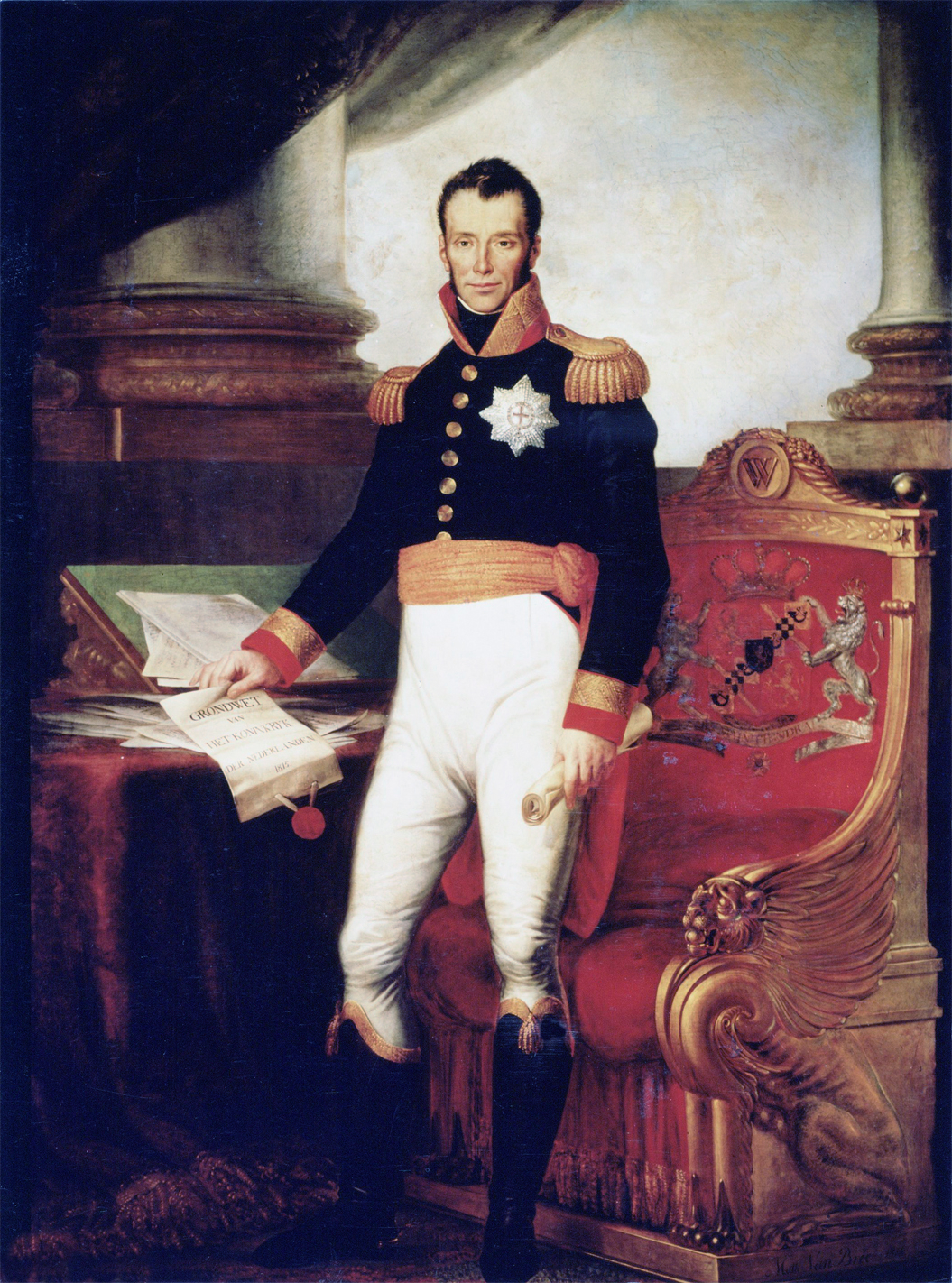
Guillaume Ier présentant la constitution, toile de Mathieu-Ignace Van Brée, 1814.

Les notables sont désignés par arrondissement à raison d'un pour 2 000 habitants. Le 18 août, à Bruxelles, le dépouillement des votes est très décevant pour le roi : sur 1 603 notables convoqués aux réunions d'arrondissement, seulement 527 ont voté pour la Loi fondamentale, 796 ont voté contre et 280 se sont abstenus, alors qu'aux Pays-Bas du Nord, les États généraux avaient voté le même texte à l'unanimité.
Guillaume, le 24 août, décide de ne pas tenir compte de ce vote négatif. Il publie un arrêté affirmant que la Loi fondamentale a été approuvée à l'unanimité par les provinces du Nord, que sur les 796 votes négatifs des provinces du Sud, 126 n'étaient motivés que par l'article relatif à l'égalité de culte et que celle-ci, garantie par les traités internationaux, ne pouvait être remise en cause. Il critique en passant l'intransigeance du clergé catholique « de qui le corps social devait au contraire attendre l'exemple de la charité et de la tolérance évangéliques ». Il proclame donc la Loi fondamentale adoptée : elle sera appliquée intégralement jusqu'en 1830. Cependant, les évêques, par un jugement doctrinal publié peu après, condamnent les articles 190, 191, 192, 193 et 196 de la loi fondamentale relatifs aux cultes et à l'enseignement, et interdisent aux fidèles de prêter serment à cette constitution. Ce jugement est signé des évêques de Gand, Namur et Tournai et des vicaires généraux de Malines et Liège.
Dès l'origine, la plupart des ministres, des hauts fonctionnaires et des cadres militaires sont choisis dans les provinces du Nord, malgré les protestations du Sud. Les partisans du régime d'union font valoir que la Hollande, indépendante depuis deux siècles et demi, avait une expérience gouvernementale et administrative largement supérieure à celle des Pays-Bas méridionaux, qu'elle s'était libérée elle-même alors que le Sud avait dépendu du bon vouloir des Alliés, et que pendant la campagne de 1815, le Nord avait fourni 18 000 soldats contre 7 000 à 8 000  pour le Sud.

### Guerre de la Septième Coalition

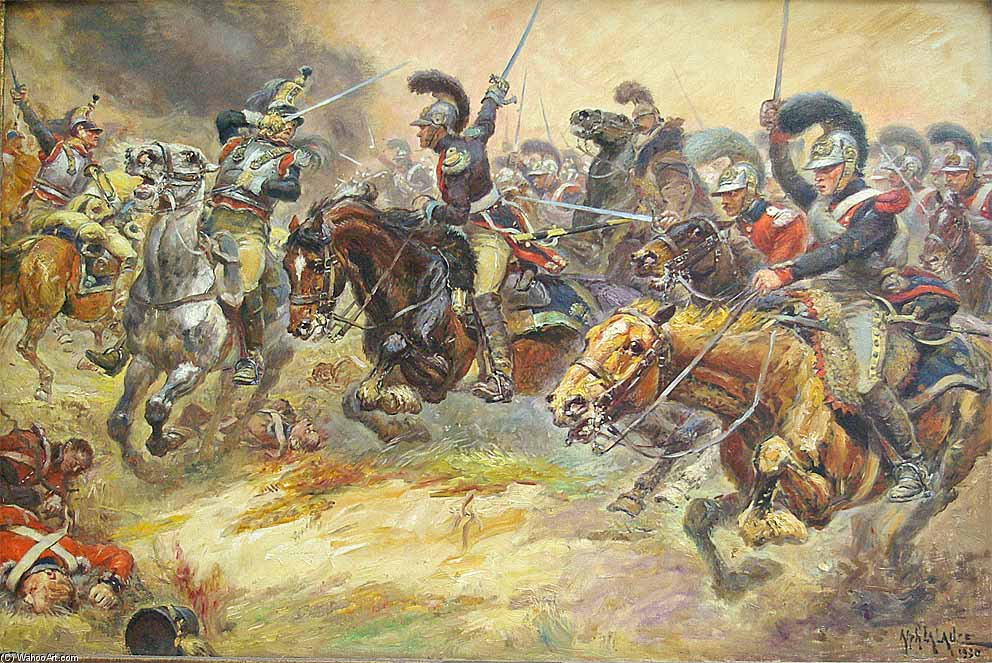
Bataille de Waterloo, 18 juin 1815 : les carabiniers hollando-belges (à dr.) viennent au secours des tuniques rouges britanniques aux prises avec les cuirassiers français. Peinture d'Alphonse Lalauze (1872-1941).

En 1815, pendant la guerre de la Septième Coalition, l'armée du « royaume des Belgiques » est intégrée aux forces britanniques et allemandes du duc de Wellington. Guillaume d'Orange en prend le commandement le 3 mai 1815 tandis que Wellington a autorité sur l'ensemble des forces alliées : pour ne pas se trouver sous les ordres d'un militaire de rang inférieur, Guillaume, le 7 mai, lui confère le titre de maréchal. Wellington craint une possible défection des Belges et Hollandais dont beaucoup servaient dans l'armée française deux ans plus tôt ; il les partage entre deux corps d'armée : la brigade des Indes (en) et la 1re division, sous le commandement du prince Frédéric, sont rattachés au 2e corps de Lord Hill, le reste au 1er corps, commandé par Guillaume d'Orange avec sous ses ordres plusieurs contingents des principautés allemandes.
Les officiers et soldats de la nouvelle armée hollando-belge ont des trajectoires singulièrement hétérogènes : Certains ont combattu dans les rangs des Britanniques lors de l'expédition de Walcheren en 1809, ou dans la guerre d'Espagne, alors que d'autres ont servi la République batave, le royaume de Hollande de Louis Bonaparte et, en dernier lieu, l'Empire français. Ils prennent part à la bataille des Quatre-Bras (16 juin 1815) puis à celle de Waterloo (18 juin) et à la marche sur Paris.

### Après 1815: une neutralité armée
Après la guerre, les puissances européennes se préoccupent de préserver l'intégrité du nouveau royaume par une « barrière de fer » : sous la surveillance du duc de Wellington, trois lignes de puissantes forteresses sont construites ou modernisées pour un montant de près de 200 millions de francs français, payés pour près de la moitié par le Royaume-Uni et la France, le reste par le royaume des Pays-Bas. Ces dépenses contribuent en même temps à la relance de l'économie. Les fortifications de Mons coûtent près de 25 millions, celles de Charleroi 15 millions, Ostende et Ath près de 12 millions chacune, Namur près de 11 millions, Liège près de 10 millions, Philippeville et Mariembourg, que le traité de Paris avait laissées à la France, lui sont retirées après Waterloo et intégrées à la nouvelle ceinture défensive. En outre, la forteresse de Luxembourg, en raison de son statut particulier dans la Confédération germanique, est placée sous la surveillance de la Prusse qui nomme son gouverneur et fournit les trois quarts de la garnison, le reste étant fourni par les forces armées du Royaume uni des Pays-Bas. Lors du Congrès d'Aix-la-Chapelle, du 15 novembre 1818 un protocole militaire secret prévoit, en cas de menace sur le Royaume uni des Pays-Bas, l'occupation des places d'Ostende, Ypres, Nieuport et de l'Escaut par l'armée britannique, et des autres places par l'armée prussienne.

Forces armées du royaume
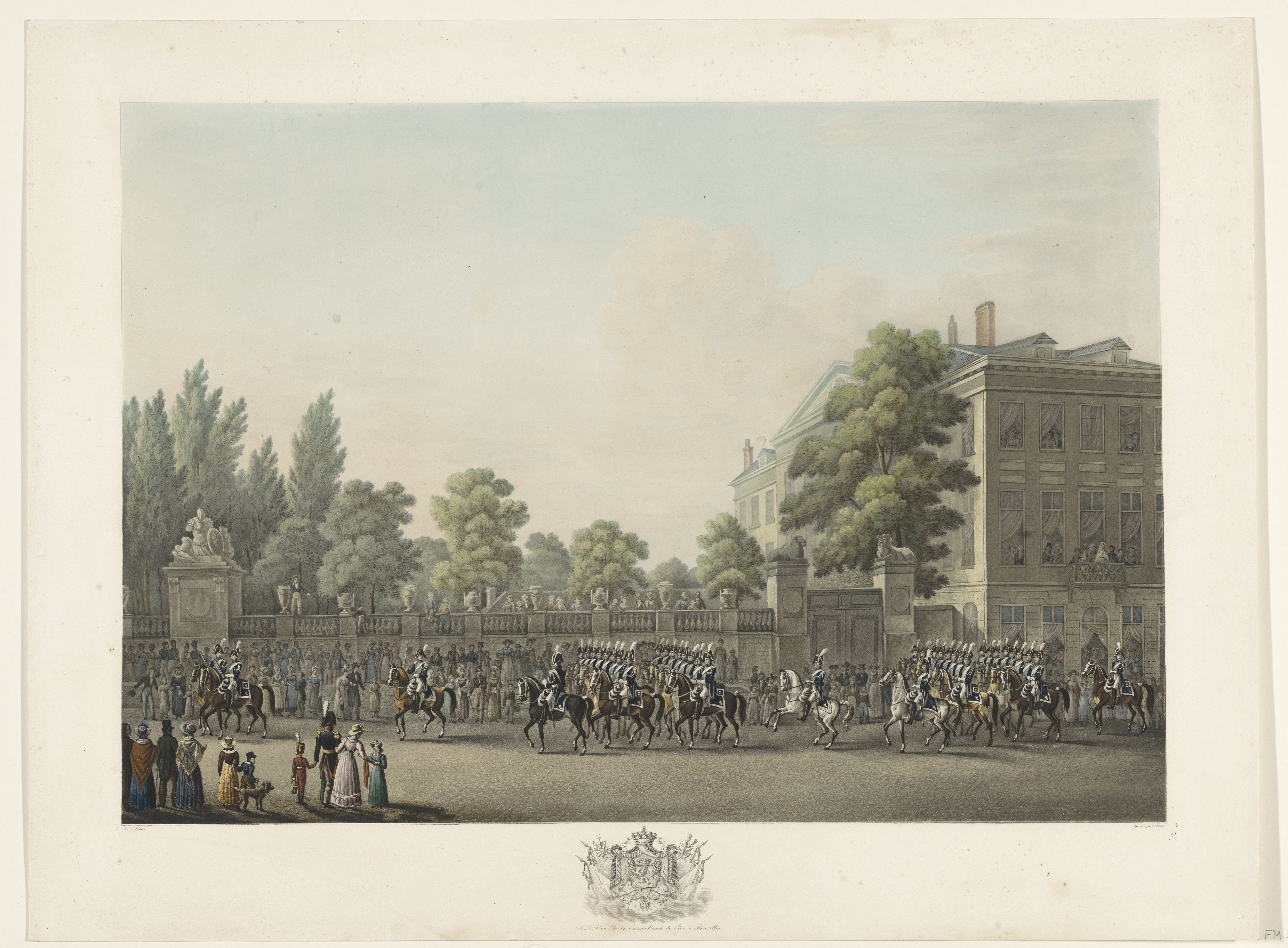
La cavalerie lors de l'entrée solennelle de Guillaume Ier à Bruxelles le 21 septembre 1815, gravure de Denis-Sébastien Leroy, 1825.
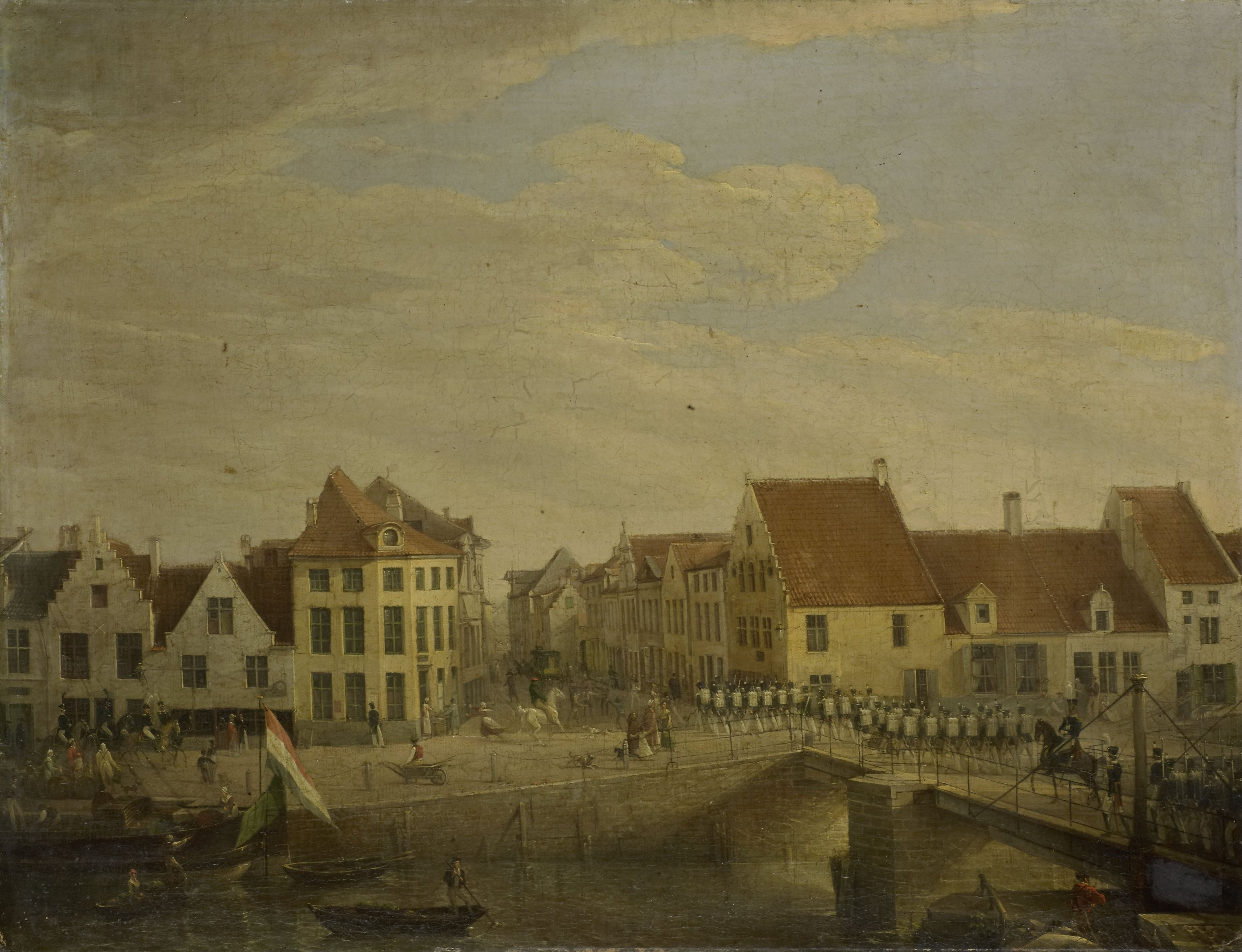
Troupes du royaume uni des Pays-Bas passant par la ville flamande de Termonde, 1820.
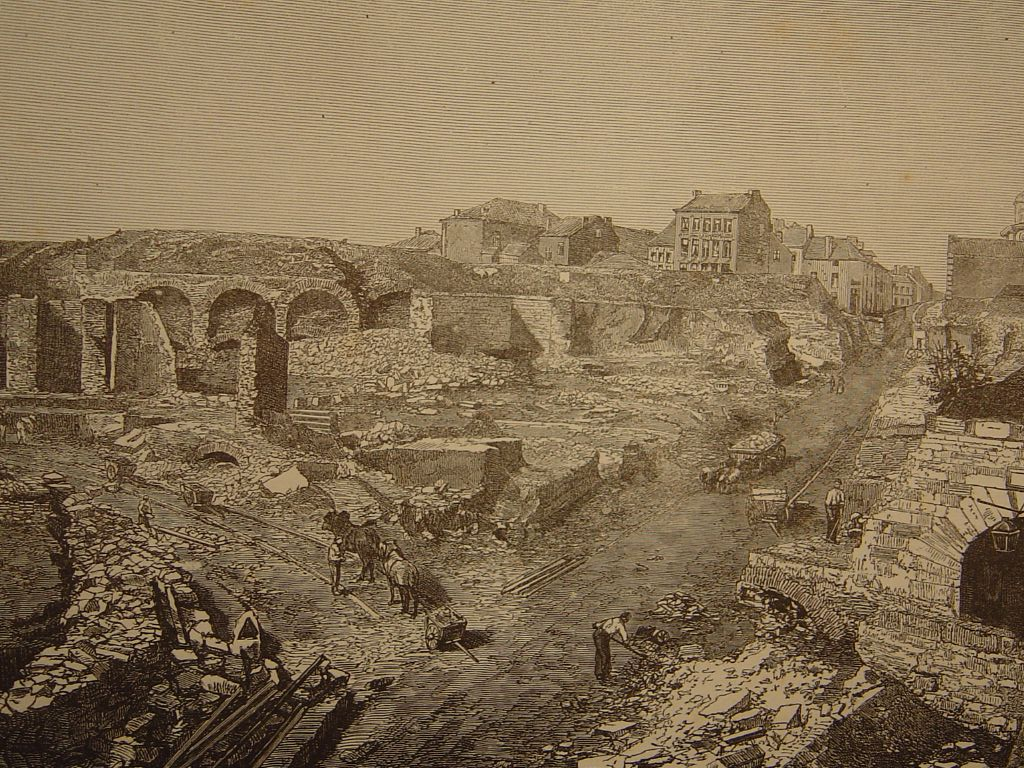
Démolition des fortifications de Charleroi, gravure de l'Illustration européenne, 1872.

## Économie
Au sortir de la guerre, le gouvernement de Guillaume Ier s'emploie à relever l'économie et développer la prospérité du royaume, condition nécessaire de sa stabilité politique. Cette tâche est rendue difficile par des catastrophes naturelles comme la disette de  l'Année sans été de 1816-1817 ou le raz-de-marée de 1825 : le roi contribue à secourir les populations en détresse. La marine marchande connaît un redressement rapide grâce à son ouverture aux produits des provinces du Sud et à un empire colonial prospère. Le port d'Anvers double son trafic, passant de 538 vaisseaux en 1818 à 1 028 en 1829 ; ceux d'Amsterdam, Rotterdam, Bruges, Ostende et Nieuport connaissent une expansion moindre mais spectaculaire. Le gouvernement royal développe les transports intérieurs avec la construction du canal de Gand à Terneuzen et du canal de Pommerœul à Antoing (le canal de Bruxelles à Charleroi ne sera achevé qu'en 1832).
La « Société générale pour favoriser l'industrie nationale » (en néerlandais : Algemeene Nederlandsche Maatschappij ter Begunstiging van de Volksvlijt), qui deviendra plus tard la Société générale de Belgique, est fondée le 28 août 1822 sur l’initiative du roi avec un capital de 50 millions de florins : elle sert principalement à favoriser l'investissement industriel mais aussi de banque de dépôt et d'escompte. Les importations de laine, grain et bois, les exportations de bétail, de denrées coloniales et de produits manufacturés connaissent une croissance continue. Malgré les protestations des Hollandais, favorables au libre-échange, le roi impose des tarifs protectionnistes à l'avantage de l'industrie du Sud, par exemple un droit de 40% sur le fer. Il favorise l'installation d'industriels, tels que le Britannique John Cockerill. Les houillères, la sidérurgie, l'industrie textile connaissent une très forte expansion, l'éclairage au gaz et la machine à vapeur apparaissent. Des expositions industrielles se tiennent à Gand en 1820, à Haarlem en 1825, à Bruxelles en 1830, quelques jours avant la révolution.

## Éducation et culture
Sous l'administration d'Antoine Reinhard Falck, ministre de l'industrie, des colonies et de l'instruction publique, la loi hollandaise de 1806 sur l'éducation est étendue aux provinces du Sud : elle établit un enseignement primaire gratuit avec des instituteurs brevetés. De 1815 à 1830, le nombre d'écoles primaires passe de 2 500 à 4 000. L'école normale de Lierre forme près de 2 000 instituteurs qui donnent des cours à 400 000 élèves. Dans le Sud, le nombre d'enfants scolarisés dans le primaire passe de 150 000 à 300 000 Cet enseignement est dispensé en néerlandais dans toute la Flandre et à Bruxelles, en français dans les provinces wallonnes.
Le règlement du 25 septembre 1816 institue des athénées (lycées) à Bruxelles, Maastricht, Bruges, Namur, Tournai, Luxembourg. Trois universités sont fondées à Louvain, à Liège et à Gand. La plupart des professeurs sont belges mais il s'y ajoute des savants hollandais et allemands. Une association indépendante, la Maatschappij tot Nut van 't Algemeen (« Société d'utilité publique »), développe l'enseignement pour adultes et les bibliothèques populaires.
L'académie des sciences et lettres de Bruxelles, créée par l'impératrice  Marie-Thérèse au XVIIIe siècle, est restaurée en 1816. Il s'y ajoute une société de philologie, les Scriptores rerum Belgicarum (l'actuelle Commission royale d'histoire), chargée de publier les documents d'histoire des anciennes provinces belges,. Le conservatoire, l'observatoire de Quetelet et le jardin botanique de Bruxelles datent aussi de cette époque.

Économie et société du royaume
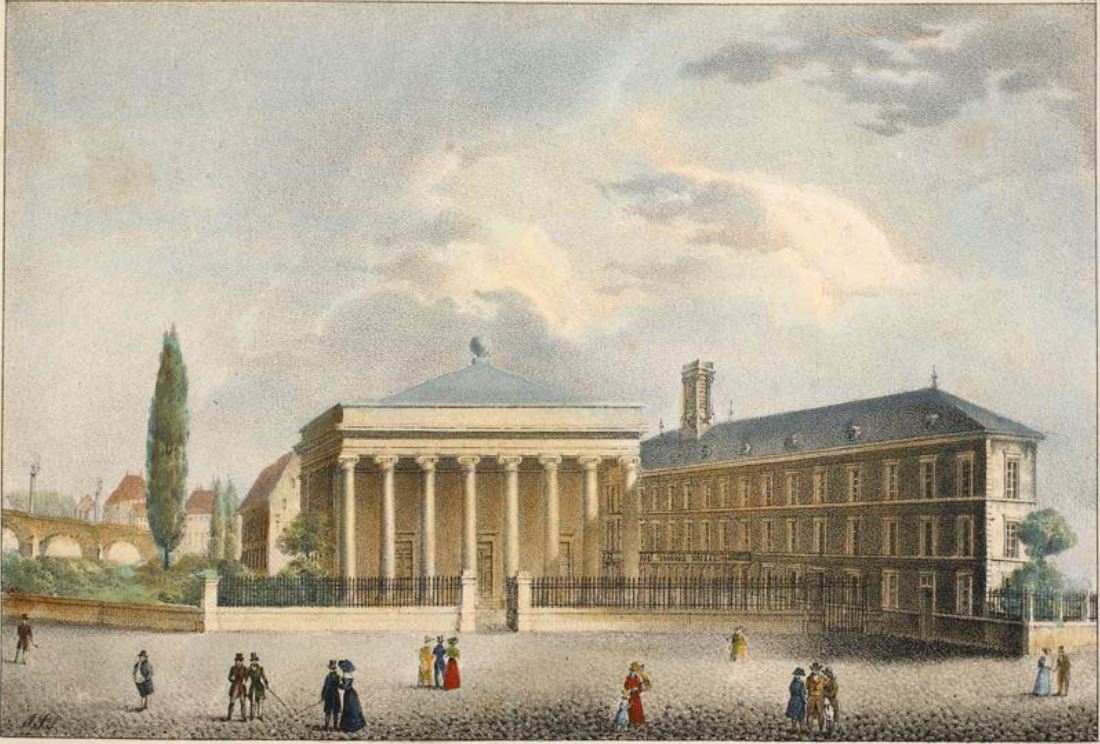
L'université de Liège en 1830.
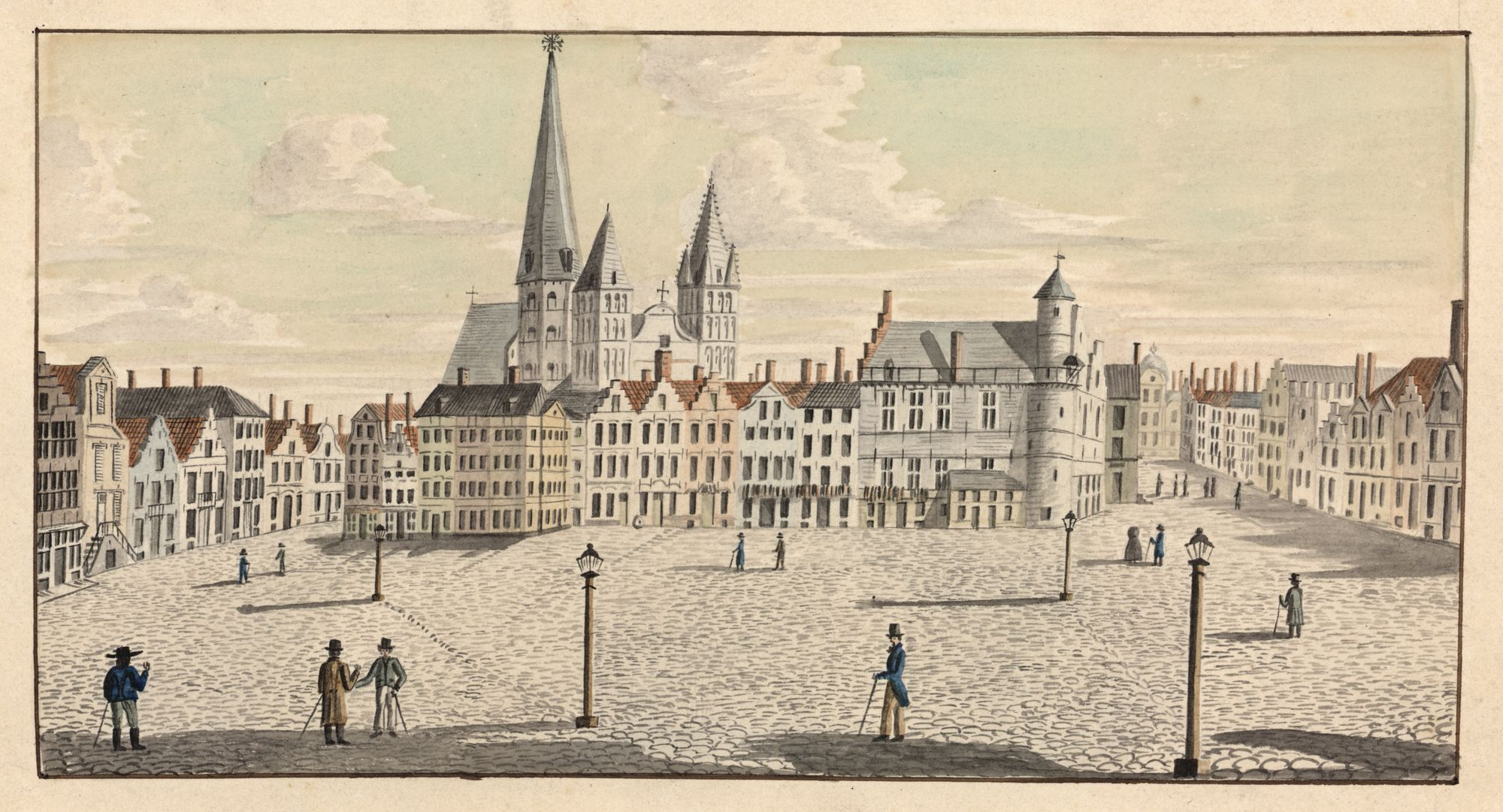
Place du marché devant l'église Saint-Jacques de Gand, gravure de Jean-Baptiste Joseph Wynantz, v. 1820-1823.
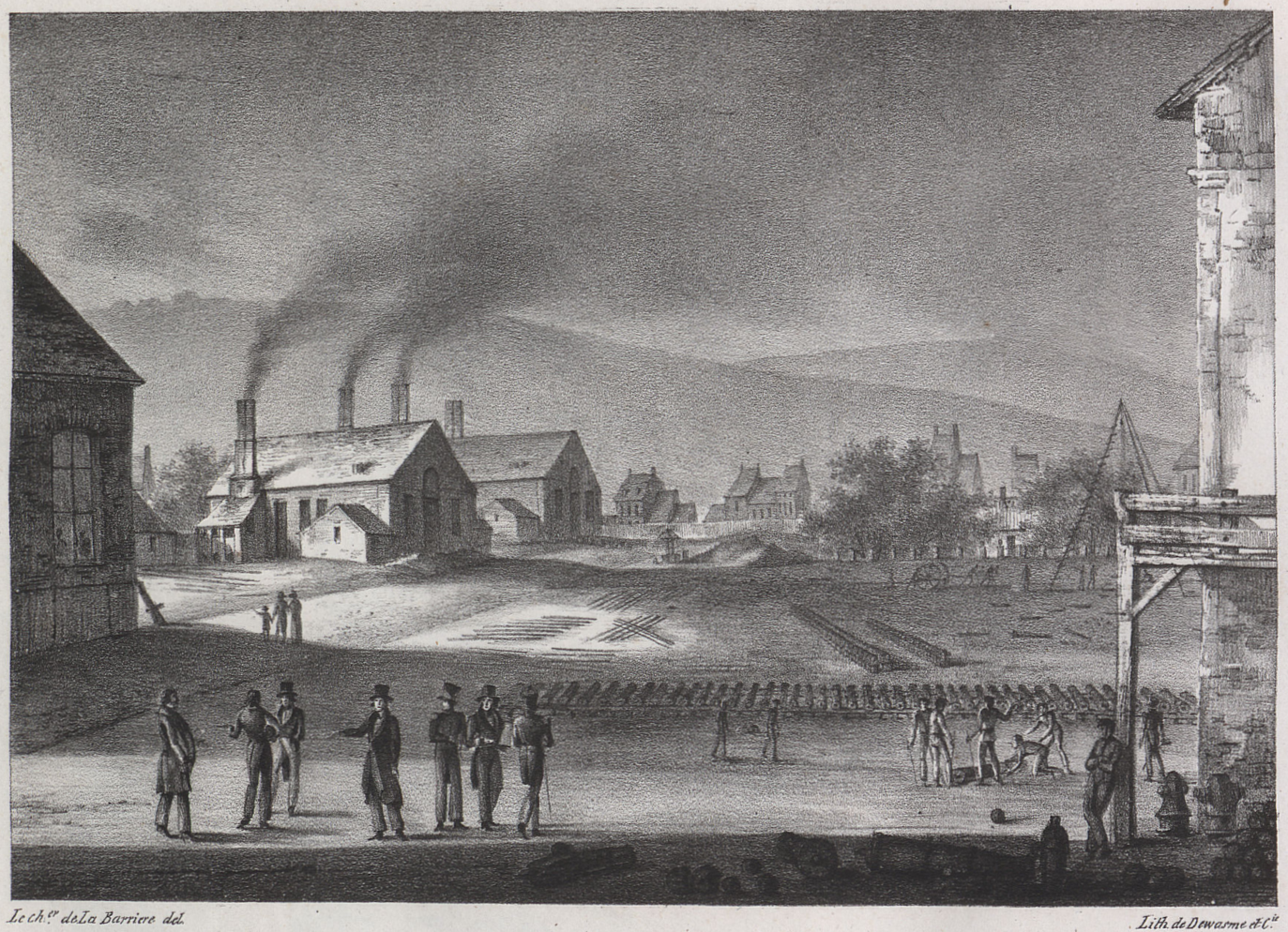
Forges royales de Liège, gravure de Prosper de la Barrière (1792-1844).
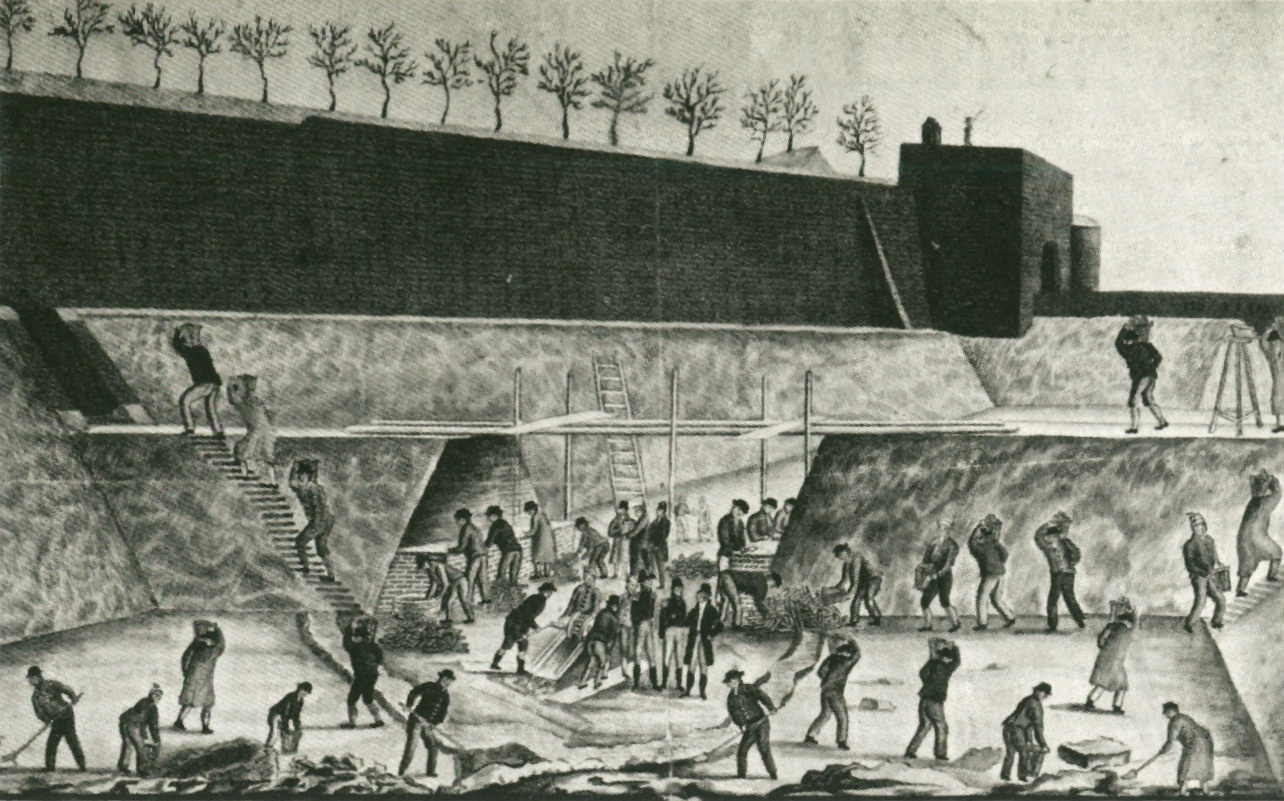
Travaux des nouvelles fortifications de Maastricht, dessin anonyme, v. 1820.
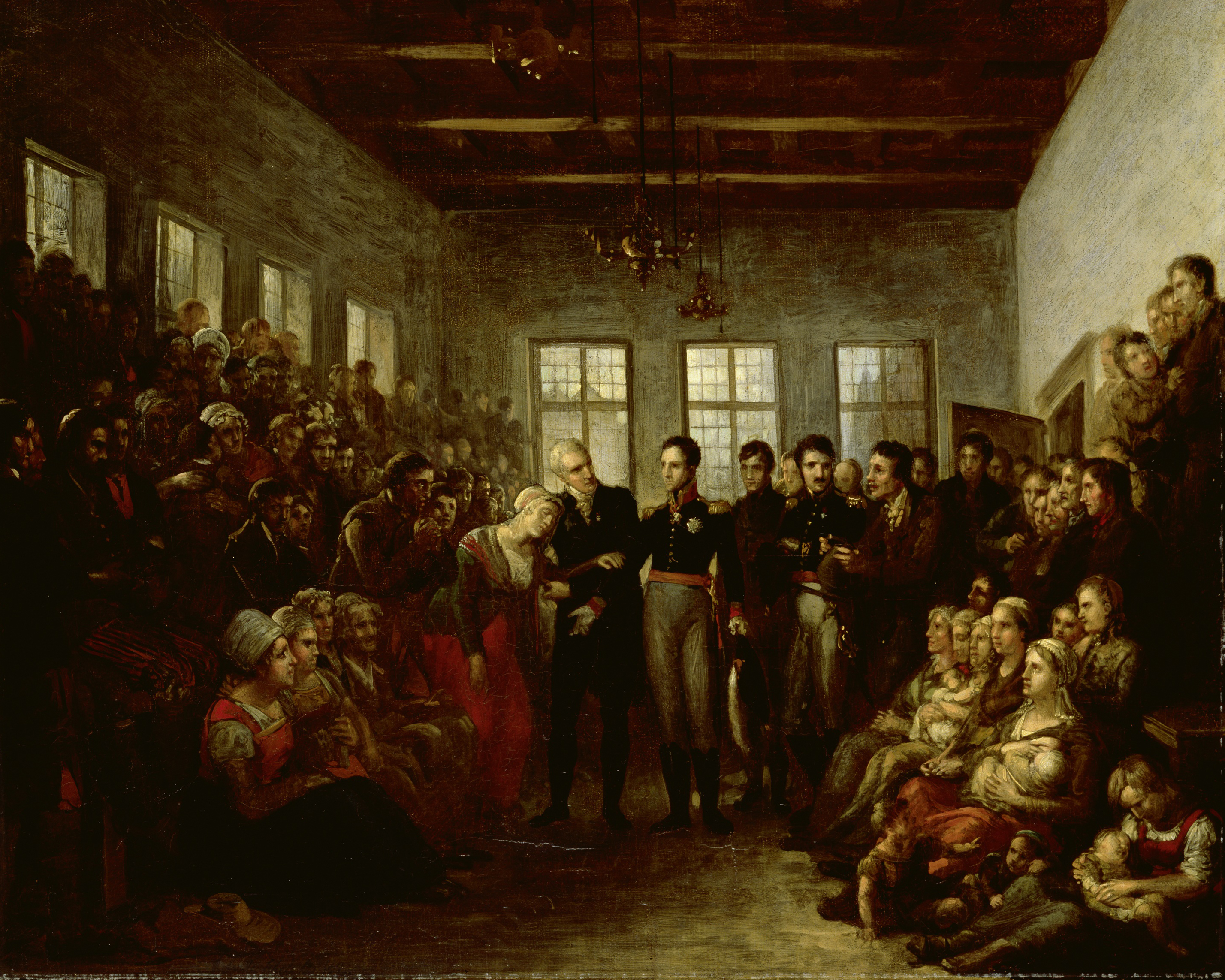
Guillaume Ier visitant les victimes du raz-de-marée de 1825, toile de Mathieu-Ignace Van Brée, 1825.

## Géographie

### Provinces

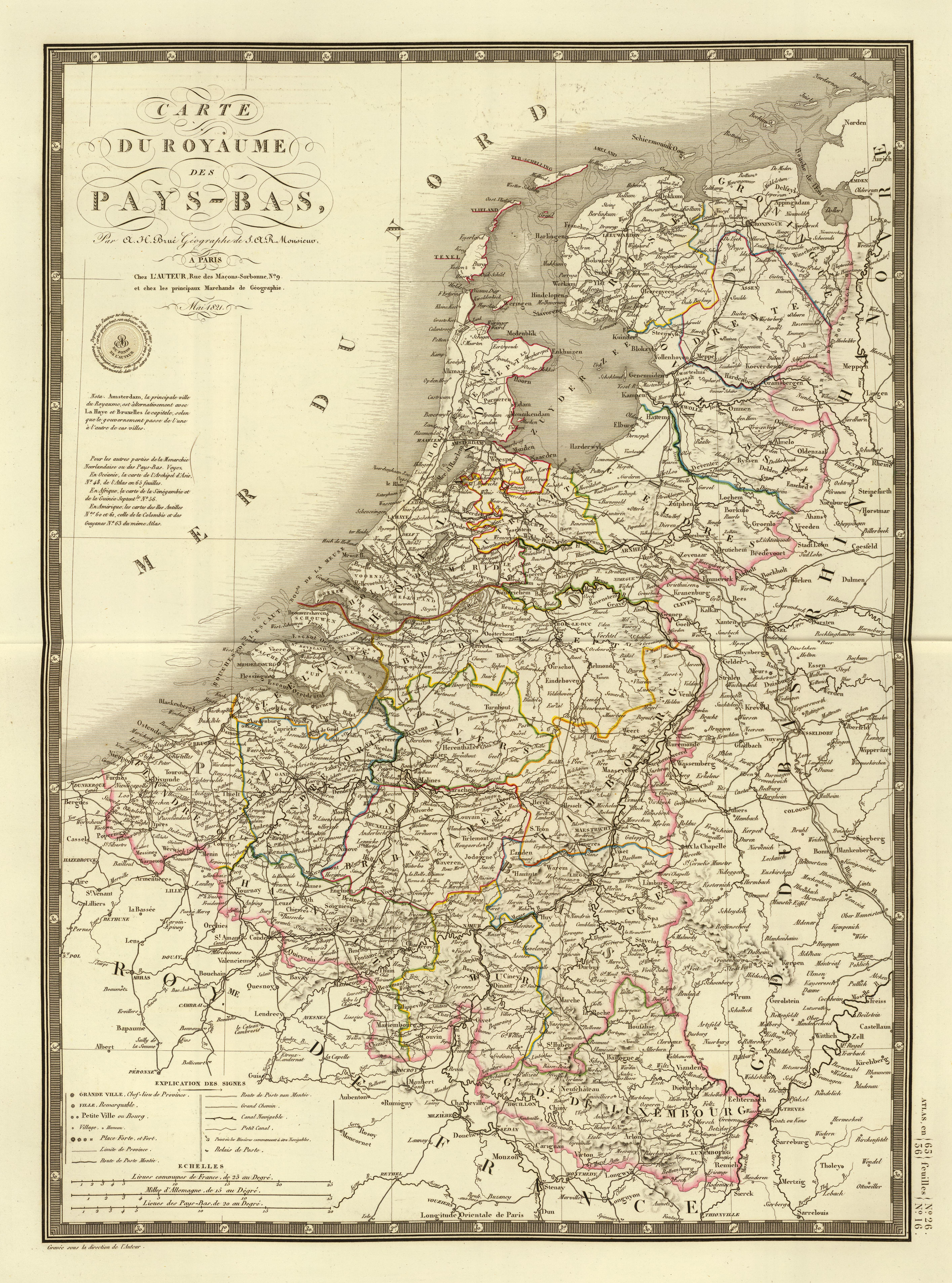
Carte du Royaume uni des Pays-Bas, 1821

Carte des dix-sept provinces composant le Royaume uni des Pays-Bas

Le royaume uni des Pays-Bas était divisé en dix-sept provinces :
- les neuf provinces de l'ancienne république des Provinces-Unies créées par la loi fondamentale du 29 mars 1814 :
  - les provinces de Drenthe, Frise, Gueldre, Groningue, Hollande, Overijssel, Utrecht et Zélande[42],
  - la province de Brabant, qui prend le nom de Brabant-Septentrional[43] ;
- les huit provinces créées par la loi fondamentale du 24 août 1815 :
  - la province d'Anvers, correspondant au département des Deux-Nèthes[44],
  - la province du Brabant-Méridional, correspondant au département de la Dyle[44],
  - la province de Flandre-Occidentale, correspondant au département de la Lys[44],
  - la province de Flandre-Orientale, correspondant au département de l'Escaut[44],
  - la province de Hainaut, correspondant au département de Jemmapes[44],
  - la province de Liège, comprend la majeure partie du département de l'Ourthe[45],
  - la province de Limbourg, comprenant le département de la Meuse-Inférieure et des parties du département de la Roer[46],
  - la province de Namur, comprenant la partie du département de Sambre-et-Meuse n'appartenant pas au grand-duché de Luxembourg[47].

## Colonies

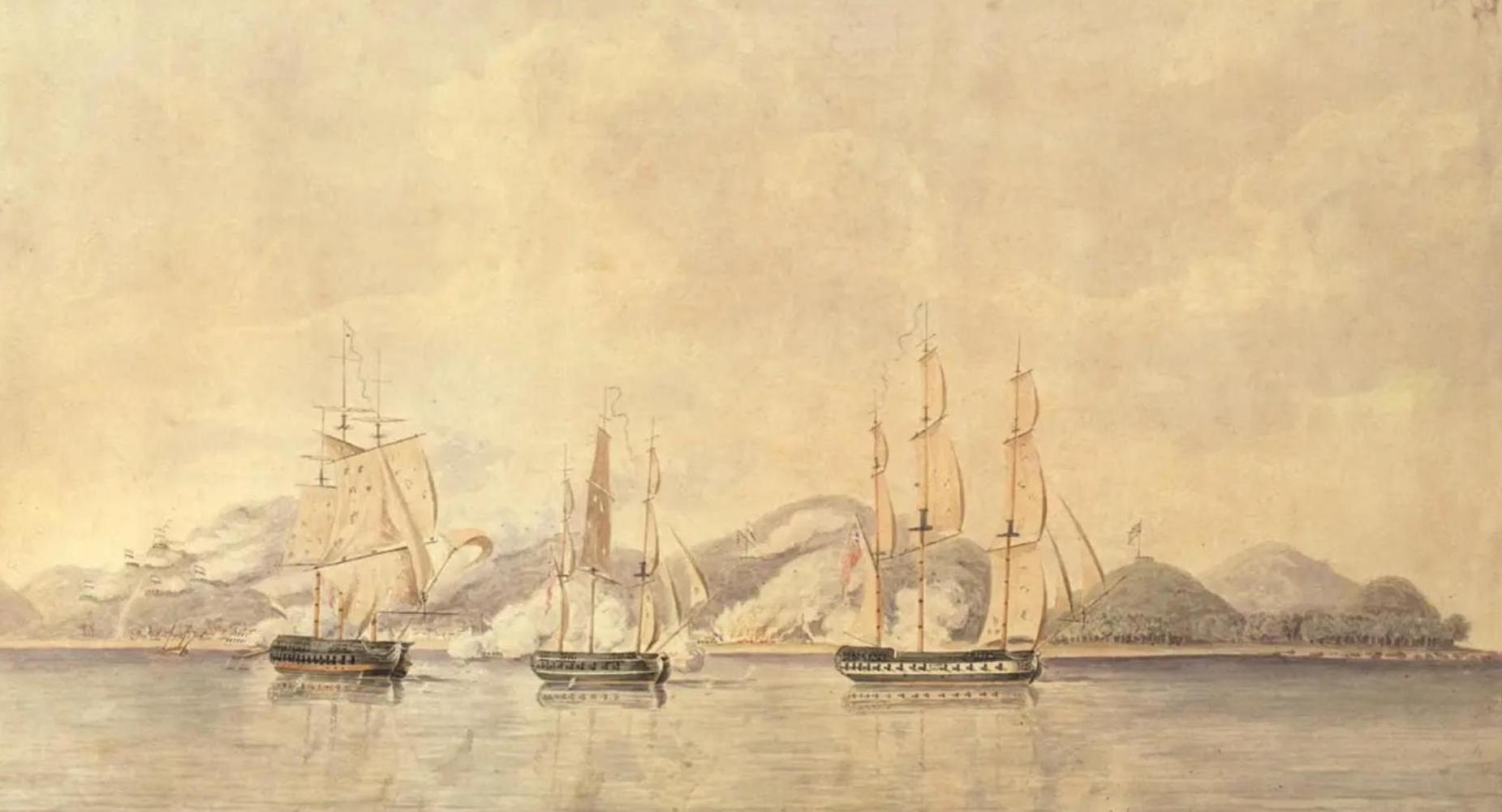
L'île d'Amboine prise par les Britanniques en 1810, restituée après 1814.

Pendant les guerres napoléoniennes, la Grande-Bretagne avait occupé toutes les colonies néerlandaises. Par une convention signée à Londres le 13 août 1814, elle restitue les Indes orientales néerlandaises, le Surinam et les Antilles néerlandaises. Les Pays-Bas n'ont cependant pas récupéré Ceylan, la colonie du Cap et une partie de la Guyane néerlandaise. En compensation, la Grande-Bretagne s'engage à verser au royaume des Pays-Bas la somme de 2 millions de livres sterling pour fortifier ses frontières terrestres.
En 1825, le roi, avec des capitaux provenant des deux parties du pays et de sa propre poche, a fondé la Société de commerce néerlandaise (Nederlandsche Handel-Maatschappij) pour promouvoir le commerce avec les colonies. Il s'est ensuivi, peu de temps après, la guerre de Java. Par la suite, le cultuurstelsel (système de culture) a été introduit dans les Indes orientales néerlandaises, où un cinquième des récoltes revient au gouvernement néerlandais.

## Politique

### Gouvernement en 1819
En 1819, le gouvernement du royaume des Belgiques se composait ainsi :
- duc d’Ursel, ministre du Waterstaat et des Travaux publics (originaire du Sud) ;
- comte Charles Ignace de Thiennes-Lombize, ministre d’État (originaire du Sud) ;
- chevalier Patrice de Coninck, ministre de l’Intérieur (originaire du Sud) ;
- comte Guisbert Charles van Hogendorp, ministre d’État (originaire du Nord) ;
- Cornelis van Maanen, ministre de la Justice (originaire du Nord) ;
- baron Anne Willem Carel van Nagell, ministre des Affaires étrangères (originaire du Nord) ;
- Jean Corneille van der Hoop, ministre de la Marine (originaire du Nord) ;
- Guillaume Frédéric Röell, ministre d’État, chancelier de l’ordre du Lion belgique (originaire du Nord) ;
- Corneille Charles Six van Oterleek, ministre des Finances (originaire du Nord) ;
- Antoine Reinhard Falck, ministre de l’Instruction publique, de l’Industrie nationale et des Colonies (originaire du Nord) ;
- Ocker Repelaer van Driel, ministre d’État (originaire du Nord) ;
- baron Godart Alexandre Gérard Philippe van der Capellen, secrétaire d’État, gouverneur-général des Indes orientales (originaire du Nord) ;
- baron Jean Henri Mollerus, secrétaire d’État, vice-président du Conseil d’État (originaire du Nord).

## La séparation

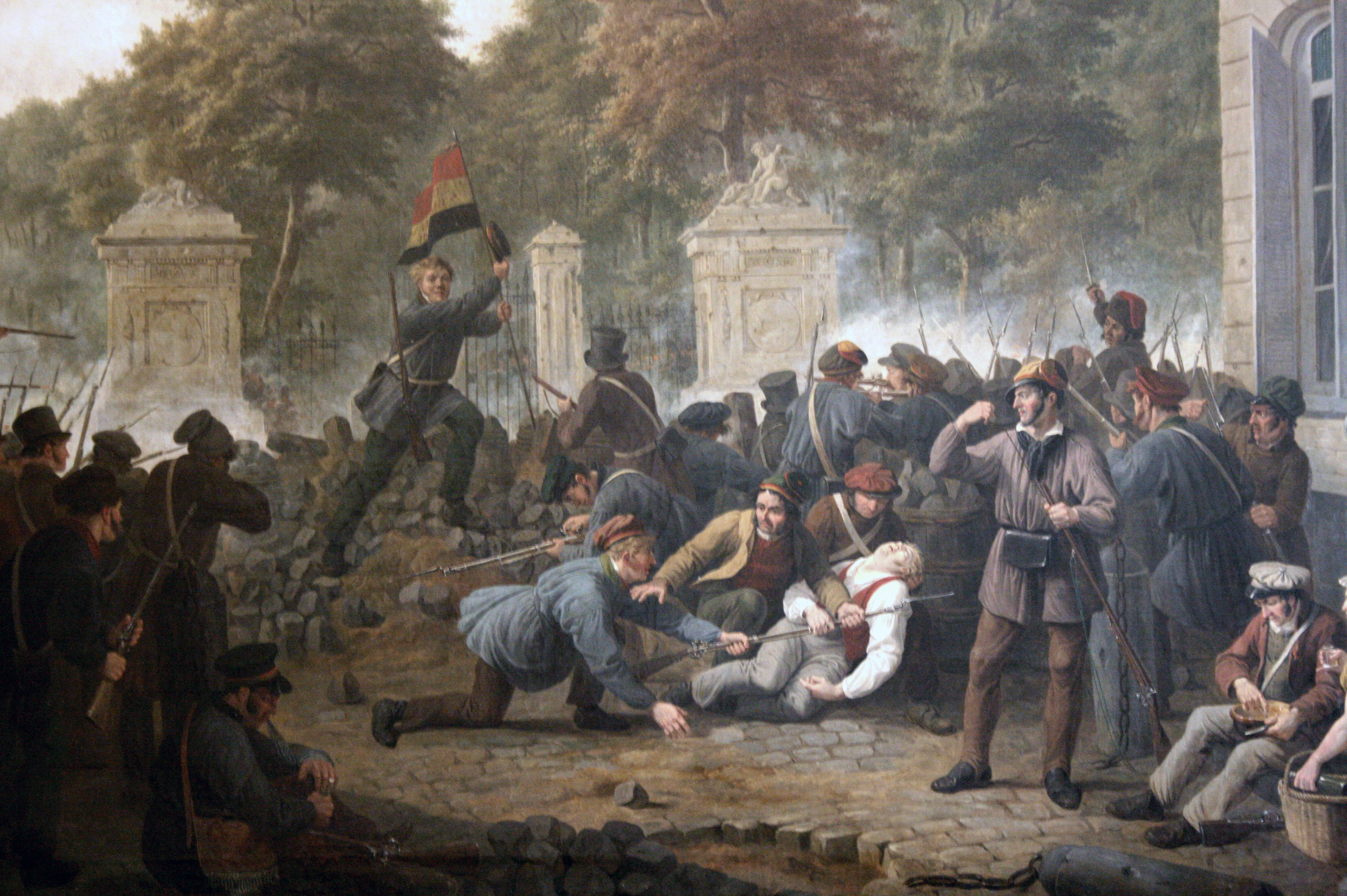
Les Journées de Septembre, lors de la révolution belge de 1830.

L'insurrection de 1830 dans les Pays-Bas méridionaux déclenche la révolution belge, qui entraîne la déclaration d'indépendance de la Belgique le 4 octobre 1830. S'en suit la guerre belgo-néerlandaise et une tentative de reconquête par Guillaume Ier, qui est mise en échec par deux fois par une l'intervention militaire française. Après la fin des hostilités par la convention de Zonhoven 18 novembre 1833, il faut attendre 1838 pour que Guillaume. Le 19 avril 1839, l'indépendance de la Belgique est officiellement reconnue par le gouvernement néerlandais par le traité des XXIV articles signé à Londres.
En plus des huit provinces du sud, le Grand-duché de Luxembourg, état indépendant du Royaume uni des Pays-Bas et propriété personnelle de la maison d’Orange-Nassau, avait été annexé à la Belgique dès le 16 octobre 1830 et transformé dans la neuvième province du royaume : la province de Luxembourg. Toutefois, le traité des XXVII articles, signé le 15 novembre 1831, contraint le nouvel État belge à rétrocéder la partie de langues germaniques du territoire luxembourgeois à son propriétaire initial, le Grand-duc de Luxembourg et roi des Pays-Bas, Guillaume Ier. C’est la scission du Grand-duché de Luxembourg, qui se fait sur base d’une frontière linguistique tracée par les puissances européennes lors de la conférence de Londres. En compensation de la perte de la partie de langues latines, le « quartier wallon », Guillaume Ier reçoit la partie orientale de la province de Limbourg, scindée en deux le long de la Meuse. Celle-ci inclut la ville de Maastricht et redevient le duché de Limbourg, rattaché à la confédération germanique.
Actuellement, l'historiographie belge[Qui ?] qualifie la période 1815-1830 de « régime hollandais », appellation contestée par ceux qui[Qui ?] font remarquer que le royaume des Pays-Bas (Regnum Belgicum) ne se voulait ni hollandais ni belge mais l'union des deux.